# Робеспьер, Максимильен
Максимилье́н Мари́ Изидо́р де Робеспье́р (фр. Maximilien Marie Isidore de Robespierre; 6 мая 1758[…], Аррас — 28 июля 1794[…], Париж) — французский революционер, адвокат, один из наиболее известных и влиятельных политических деятелей Великой французской революции.
Избранный депутатом от третьего сословия в Генеральные штаты в 1789 году, он вскоре стал одним из ведущих деятелей демократов в Учредительном собрании, выступая за отмену рабства, смертной казни, а также за всеобщее избирательное право. Его последовательность в отстаивании своих принципов вскоре заслужила ему прозвище «Неподкупный» (фр. L’Incorruptible). Член Якобинского клуба с момента его основания, он являлся самым известным и ведущим его членом.
Противник войны с Австрией в 1792 году. Поддержал падение монархии и провозглашение республики. Член повстанческой Парижской коммуны, был избран в Национальное собрание (Конвент), где находился на скамьях Горы и выступал против политики жирондистов.
После восстания 31 мая — 2 июня 1793 года стал членом Комитета общественного спасения 27 июля 1793 года, участвовал в создании революционного правительства в контексте войны против коалиции иностранных монархий и гражданской войны.
Выступал за политику дехристианизации и, после победы комитетов общественного спасения и общественной безопасности над фракциями эбертистов и дантонистов, весной 1794 года провозгласил культ «Верховного Существа» и поддержал принятие закона от 22 прериаля (10 июня 1794 года), ознаменовавшего собою начало периода «большого террора».
Изолированный в Комитете общественного спасения и атакованный в Конвенте бывшими эбертистами слева и дантонистами справа, выступает перед Конвентом 8 термидора II года (26 июля 1794 года). На следующий день, 9 термидора II года (27 июля 1794 года) после бурного заседания в Конвенте он был арестован вместе со своим братом Огюстеном и соратниками Кутоном, Сен-Жюстом и Леба. После восстания Парижской коммуны того же дня в поддержку арестованных объявлен Конвентом вне закона и казнён без суда и следствия на следующий день, 10 термидора (28 июля 1794 года) с 21 своим сторонником.

## Происхождение, семья и детство

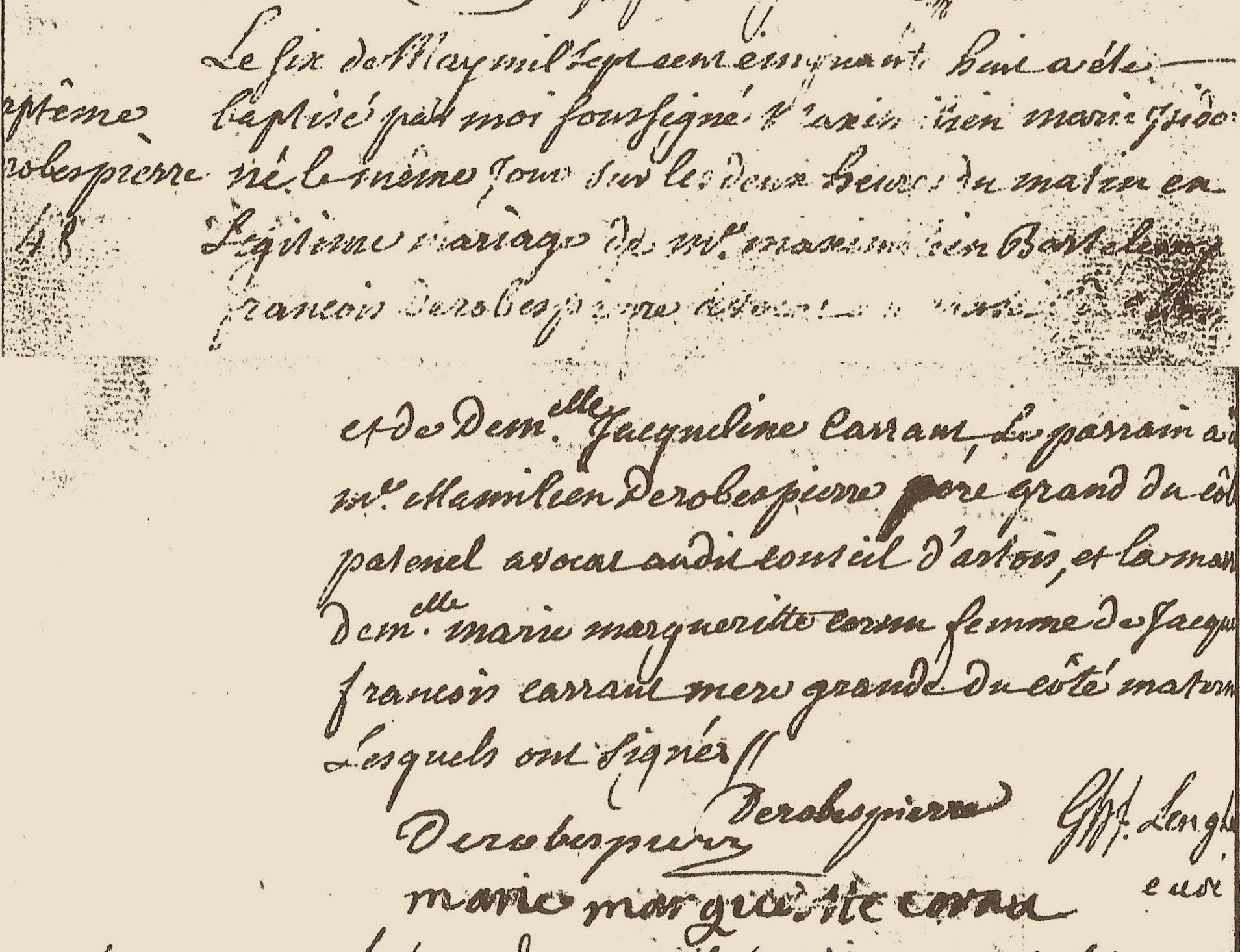
Свидетельство о крещении Максимильена Робеспьера в церкви святой Марии Магдалины в Аррасе 6 мая 1758 года. Архив департамента Па-де-Кале

Максимильен Мари Изидор де Робеспьер родился 6 мая 1758 года в Аррасе, центре существовавшей тогда провинции Артуа Королевства Франции. Прапрадед Максимилиана по прямой линии Робер Робеспьер (1627—1707) был нотариусом в Карвене и бальи в Уаньи, прадед Мартен Робеспьер (1664—1720) прокурором в Карвене, а дед Максимильен Робеспьер (1694—1762) адвокатом в Высшем совете Артуа (фр. Conseil supérieur d'Artois). Его отец, Максимильен Бартелеми Франсуа де Робеспьер (1732—1777), также был потомственным адвокатом при Высшем совете Артуа, а мать — Жаклин Маргарита Карро (1735—1764) — дочерью пивовара. Они познакомились в 1757 году и сочетались браком 2 января 1758 года, за четыре месяца до рождения Максимильена. Кроме него, в их семье позже родились ещё четверо детей — Шарлотта (1760—1834), Генриетта-Улали-Франсуаза (в 1761 году), Огюстен (в 1763 году) и ребёнок, появившийся на свет 4 июля 1764 года и вскоре скончавшийся. Через неделю после этого в возрасте 29 лет умерла и мать Максимильена Робеспьера, которому незадолго до этого исполнилось 6 лет. Ещё через два года, в марте 1766 года, Франсуа Робеспьер по каким-то неизвестным причинам оставил семью, уехал из Арраса, а затем и вовсе покинул пределы Франции. По воспоминаниям Шарлотты, отец отправился в путешествие, чтобы справиться с переживаниями из-за ранней кончины жены, где и скончался в неизвестном месте, однако позже было обнаружено место его погребения на кладбище церкви Сальваторкирхе в Мюнхене.

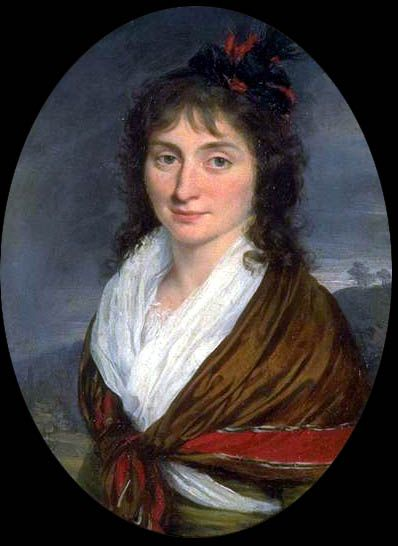
Портрет Шарлотты Робеспьер, сестры Максимильена

После смерти матери Максимильен и Огюстен были взяты на воспитание дедом по материнской линии, Жаком Карро (фр. Jacques Carraut, 1701—1778), их сёстры попали в семьи тёток по отцовской линии. В 1765 году Максимильен был принят в коллеж Арраса, основанный иезуитами, но после их изгнания из Франции управлявшийся комитетом, назначенным местным католическим епископом. Сестра Шарлотта вспоминала, что смерть матери и отъезд отца сильно повлияли на него, вызвав перемены в характере в сторону несвойственной для возраста рассудительности. Теперь он сторонился шумных занятий, предпочитая находиться в одиночестве и размышлять в своё удовольствие. Единственным детским развлечением Робеспьера, о котором знают историки, было приручение голубей и воробьёв, слетавшихся на зерно пивоварни — в свете сплетен о жестокости революционера с самого детства сестра также вспоминала, что он относился к птицам с большим трепетом и заботой, не доверяя их посторонним.
Пивовар Жак Карро, считавший, что профессия адвоката не принесла достатка его родственникам, решил, что по окончании коллежа Максимилиан займётся его делом, станет турайером (работником, контролировавшим прорастание семян ячменя при изготовлении солода) или бухгалтером, но профессора коллежа не принимали его планов. Они обратили внимание влиятельных персон города на способного ученика, а две набожные тёти Максимилиана, пользовавшиеся в Аррасе большим уважением, рассказали о нём канонику Эме.

## В лицее Людовика Великого
В 1769 году благодаря покровительству каноника Эме и его ходатайству перед епископом Арраса Луи Франсуа Марком Илером Конзи Максимильен Робеспьер получил одну из четырёх ежегодных стипендий аббатства Сен-Ваас в 450 ливров и был отправлен на учёбу в Лицей Людовика Великого в Париж. Стипендия давала Максимилиану в стенах лицея право на свою комнату, кровать, стол и стул. В целом он оставался на грани нищеты — родственники нуждались в деньгах на развитие пивной и содержали его брата и сестёр, — и Робеспьер не имел приличной одежды, чтобы быть представленным даже своему покровителю епископу Конзи. Каждое лето он на два месяца возвращался на каникулы в Аррас, в свою комнатку в пивной Карро, и каноник Эме постоянно приглашал его к своему столу, чтобы лишний раз накормить.
Несмотря на бедность, успехи Максимилиана Робеспьера в лицее Людовика Великого, где его соучениками стали будущие революционеры Камиль Демулен и Луи-Мари Фрерон, были блестящими. Он много раз получал премии Общего конкурса (ежегодного определения лучших учеников старших классов). В 1772 году Робеспьеру присвоили вторую премию за латинский язык и он стал шестым отличившимся в переводе с латинского, в 1774 году он занял четвёртое место за латинскую поэзию и перевод с латыни, в 1775 году получил две вторых премии за латинский язык и четвёртое место за перевод с греческого, в 1776 году ему присудили первый приз по риторике и т. д. В ходе обучения Робеспьер увлёкся античностью, в особенности историей и литературой Древнего Рима и это его увлечение было поддержано преподававшим в лицее аббатом Эриво, который прозвал ученика «Римлянином». Позднее аббат Пройяр, бывший префектом лицея, вспоминал, что Максимилиан был прилежным, преданным исключительно учёбе, одиноким, мечтательным и мало экспансивным. Он предпочитал шумным развлечениям печальные мечтания и одинокие прогулки. При этом аббат отмечал:  «Если ему присудили бы первое место в классе, он сел бы на него без спешки как на единственное место, соответствующее его талантам»  (фр.  Si, dans sa classe, il était nommé à la première place, il allait s’y asseoir sans empressement et comme au seul endroit qui convînt à ses talents). Успехи в учёбе были высоко оценены преподавателями и в мае 1775 года Робеспьер был избран для того, чтоб продекламировать стихотворное приветствие новому королю Людовику XVI, покровителю лицея. Начальство выделило деньги, чтобы сшить небогатому ученику новую одежду и 12 июня 1775 года семнадцатилетний Максимилиан Робеспьер зачитал это приветствие королю Франции и его жене Марии-Антуанетте.
Стипендия, которую получал Робеспьер, давала ему право оставаться в лицее Людовика Великого вплоть до получения диплома в области медицины, теологии или юриспруденции. Он выбрал юриспруденцию и продолжил обучение, одновременно проходя практику у парижского прокурора Оканта на улице Сен-Круа-де-ла-Бретоннри. Максимилиан, как его отец и дед, подписывался «де Робеспьер» (De Robespierre), хотя их ветвь родословной не имела права на дворянство и они числились горожанами, то есть принадлежали не ко второму, а к третьему сословию. Только брат его деда по отцу — сборщик налогов в Эпинуа Ив де Робеспьер — получил личное дворянство и в 1696 году его герб — чёрная перевязь вправо и серебряное крыло на золотом поле — был внесён в геральдический реестр «Armorial général d’Hozier».
31 июля 1780 года Максимилиан Робеспьер окончил юридический факультет Парижского университета (Сорбонны) и получил степень бакалавра права. Его стипендия теперь перешла к его брату Огюстену. 15 мая 1781 года Робеспьер получил лицензию и две недели спустя был включён в реестр адвокатов Парламента Парижа. При этом 19 июля он, как один из лучших учеников, получил от лицея своего рода «подъёмные» в 600 ливров, ежегодно присуждавшиеся за счёт сэкономленных средств. Но получение этих подъёмных запрещало Робеспьеру нахождение в Париже и он уехал в родной Аррас.

## В Аррасе
8 ноября 1782 года Робеспьер был принят в коллегию адвокатов при Совете Артуа.
Энциклопедисты, Монтескьё и в особенности Руссо с одной стороны, условная манерность сентиментализма — с другой, были почвой, воспитавшей Робеспьера. Вместе с Фуше и Лазаром Карно входил в литературное общество «Розати», объединявшее, как указывалось в его уставе, молодых людей, связанных любовью к стихам, цветам и вину. Он писал много стихотворений в сентиментальном духе, часто посвящая их дамам Арраса, и в 1783 году был избран членом аррасской Академии литературы, наук и искусств. Довольно быстро он стал постоянным и любимым оратором, и в 1786 году его избрали президентом академии. В этом качестве он поспособствовал принятию в академию двух женщин — натуралистки Мари Ле Масон Ле Гольф и писательницы Луизы де Керальо — поскольку выступал против предрассудка, не допускавшего женщин в научные сообщества.
Увлечённый идеями философов XVIII века, Робеспьер принимает участие в политической жизни Артуа накануне революции. При поддержке семьи и друзей включается в избирательную борьбу за право представлять Третье сословие Артуа в Генеральные штаты. В это же время публикуется написанная им брошюра о необходимости реформирования штатов Артуа («фр. Avis aux habitants de la campagne». Arras, 1789). Благодаря успеху брошюры его имя становится известным и он выбирается сначала в число двадцати четырёх выборщиков от Артуа, а затем, в апреле 1789 года, — одним из двенадцати депутатов в Генеральные штаты. Ему же поручают составление наказа (фр. Cahier de doléances) от аррасских избирателей.

## Генеральные штаты и Учредительное собрание
На новоприбывшего провинциального депутата с его резким северным говором и старомодными манерами поначалу никто не обращает особого внимания. Газетные отчёты о заседаниях Генеральных Штатов постоянно перевирают его фамилию — то Робертпиер, Роберц, Робер-пьер. Но постепенно он привлекает всё больше внимания своим участием в дебатах. Только в 1789 году он произносит 69 речей, в 1790 году — сто двадцать пять, в 1791 году совершает триста двадцать восемь выступлений и равнодушие сменяется вниманием. Именно к этому времени относится замечание Мирабо о Робеспьере — «Он далеко пойдёт, потому что верит в то, что говорит».

Клятва в зале для игры в мяч

20 июня 1789 года, в результате противодействия двора, лишённые помещения депутаты собрались в зале для игры в мяч, где принесли клятву-присягу не расходиться, пока не будет выработана конституция. Одним из авторов текста присяги был Робеспьер.
Робеспьер высказывается против введения военного положения после событий 14 июля 1789 года, против королевского права вето, против разделения граждан на активных и пассивных, за допущение евреев, гугенотов и членов гильдии актёров к занятию общественных должностей. Взятие Бастилии 14 июля 1789 года явилось для него подтверждением «Общей воли» Руссо и он полностью его поддерживает.
С ноября 1790 по сентябрь 1791 года он играл ведущую роль в дебатах по организации Национальной гвардии. Участвовал в составлении Декларации прав человека и гражданина и первой французской конституции в 1791 году. Известны его выступления за отмену смертной казни и отмену рабства во французских колониях.
В это же время обозначились первые разногласия и деления среди депутатов. Консервативные депутаты и «Роялисты-демократы», позже известные как «конституционалисты» или «монархисты» (фр. Monarchiens), удовлетворённые достигнутым, надеялись после принятия Конституции сформировать правительство. Предложение Робеспьера, что члены Учредительного собрания не могут быть избираемы в Законодательное, и было частично направлено для того, чтобы предотвратить это.
Учредительное собрание уничтожило сословное деление монархии и провозгласило социальное равенство. Но оно не определило вид правительства, соответствующего новым принципам — проблема, которой не будет решения все последующие сто лет до основания Третьей республики.
30 сентября Учредительное собрание разошлось, объявив, что члены его не могут быть избираемы в Законодательное собрание.

## Якобинский клуб

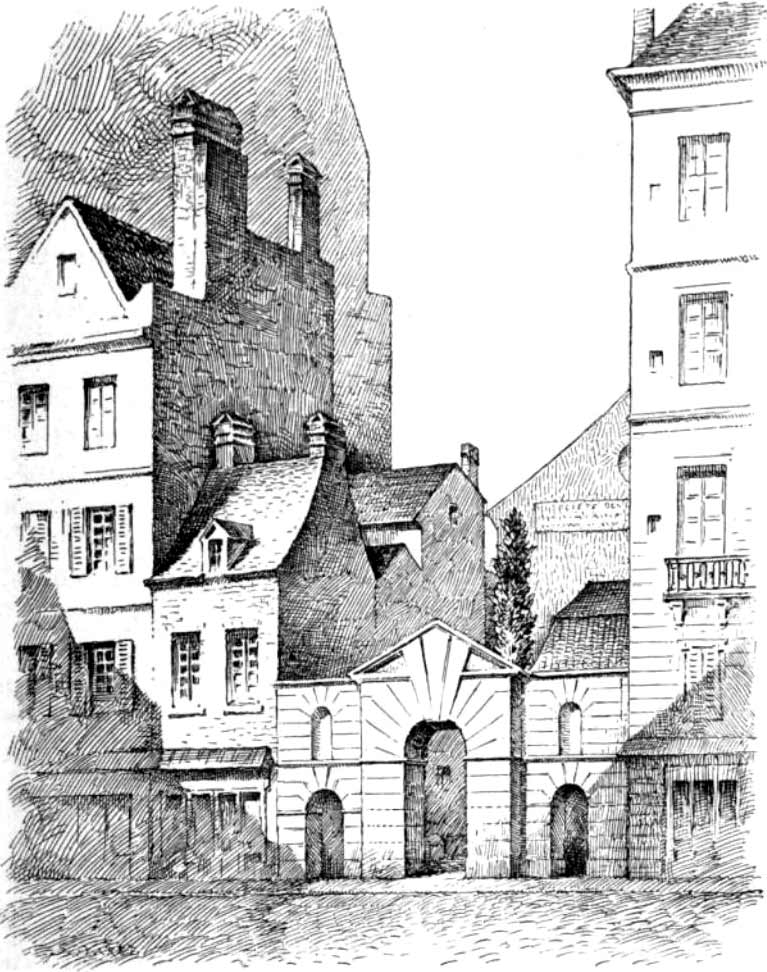
Якобинский клуб

Начало революции обозначило появление множества различных политических клубов той эпохи.
В первые месяцы Учредительного собрания Робеспьер был одним из первых, кто вступил в Бретонский клуб вместе с Мирабо, Петионом, аббатом Грегуаром и братьями Александром и Карлом Ламетами, заседания которого происходили в кафе «Амори» Версаля. После переезда Ассамблеи в Париж в октябре 1789 года он вступил в Общество друзей Конституции, известное как Якобинский клуб, располагавшийся недалеко от Тюильри, в монастыре якобинцев, на улице Сент-Оноре (фр. rue Saint-Honoré).
По существующей ранее традиции парламентов во Франции, связанных единой сетью по всему королевству, якобинские клубы стали возникать повсюду в виде филиалов дочерних основного парижского центра клубов; распространять свои взгляды, дебатируемые идеи через корреспонденцию друг с другом, формирования общественного мнения, подания петиций и давления на Национальное Собрание и позже — Конвент. Таким образом направление политики всей страны начало дебатироваться сначала в Клубе, а потом — обсуждаться в национальном представительстве.

### Вареннский кризис
Попытка побега короля является одним из наиболее важных событий революции.
Ещё с 14 июля 1789 года началась эмиграция аристократии. Центр эмиграции находился в Кобленце, совсем недалеко от французской границы. 20 июня 1791 года король попытался бежать, но был узнан на границе в Варенне почтовым служащим, возвращён в Париж, где фактически оказался под стражей в собственном дворце.
Страна восприняла известие о побеге как шок, как объявление войны, в которой её король находится в стане врага. С этого момента начинается радикализация революции. Кому же тогда можно доверять, если сам король оказался предателем? С этого момента начинается деление на «патриотов» и «врагов народа». С этого момента начинается сужение базы революции. За королём последуют и Мирабо, и Барнав, и Бриссо, и Дантон, и сам Робеспьер.
Но вопреки очевидному факту и провозглашённым принципам демократии, страна не была готова к упразднению монархии. Республиканских настроений почти никто не разделял, даже среди радикального крыла революционеров. Взгляды, речи и поведение Робеспьера полностью отражали это замешательство. Для него, воспитанного на классике, республиканский режим ассоциировался с античной Римской республикой, с её кровавой борьбой элит, гражданскими конфликтами и военными диктатурами. К тому же, как стороннику всеобщего избирательного права, республика в данных обстоятельствах виделась ему неизбежной олигархией.
Мне делают много чести, когда обвиняют в республиканизме: я не республиканец. Но если бы кто-то объявил, что я монархист, это было бы оскорблением: я также и не монархист. ...Слово республика не означает какой-либо конкретной формы правительства. Она применима к любой форме правления, при которой люди могут наслаждаться свободой в своём отечестве. Можно быть свободным как при короле, так и при сенате. Что такое Конституция Франции на данный момент? Это республика с монархом. Она не является ни монархией, ни республикой: это и то, и другое.-- Максимильен Робеспьер

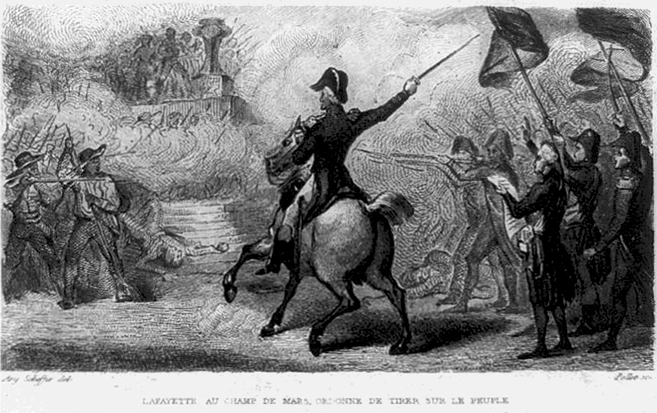
Расстрел на Марсовом поле

Но вопрос о Республике встал на повестку дня. Волна насилия против аристократии, подобная лету 1789 года, прокатилась по стране. В это время и появляются первые сторонники республиканских реформ. Робеспьер — на стороне конституционного решения вопроса, хотя и обличает Собрание и правительство в потакании двору.
Но это движение было подавлено 17 июля 1791 года в ходе расстрела на Марсовом поле.
К этому времени состав Якобинского клуба довольно сильно изменился со вступлением радикально настроенных парижан. К тому же началось «соревнование» идей и кооперация с ещё более радикальным клубом кордельеров. Но после расстрела на Марсовом поле произошёл первый раскол клуба. Левая часть Якобинского Клуба поддержала петицию клуба Кордельеров о низложении короля, адресованную Собранию. Правая часть, состоявшая в большинстве своём из монархистов (Барнав, Дюпор, Александр Ламет и их сторонники), вышла из состава клуба, вскоре основав новый политический клуб фельянов. С ними ушло большинство членов, как и филиалы клуба по всей стране. Робеспьер оставался. В последующие несколько месяцев вместе с радикализацией страны, агитацией и разъяснением многие вернулись. Именно в это время Робеспьер становится наиболее известным и влиятельным членом Якобинского клуба.

### Оппозиция в войне с Австрией
С окончанием парламентской сессии Учредительного собрания осенью 1791 года Робеспьер вернулся к гражданской жизни. После первой сессии Законодательного собрания он отправился в Артуа, где был принят с энтузиазмом земляками.

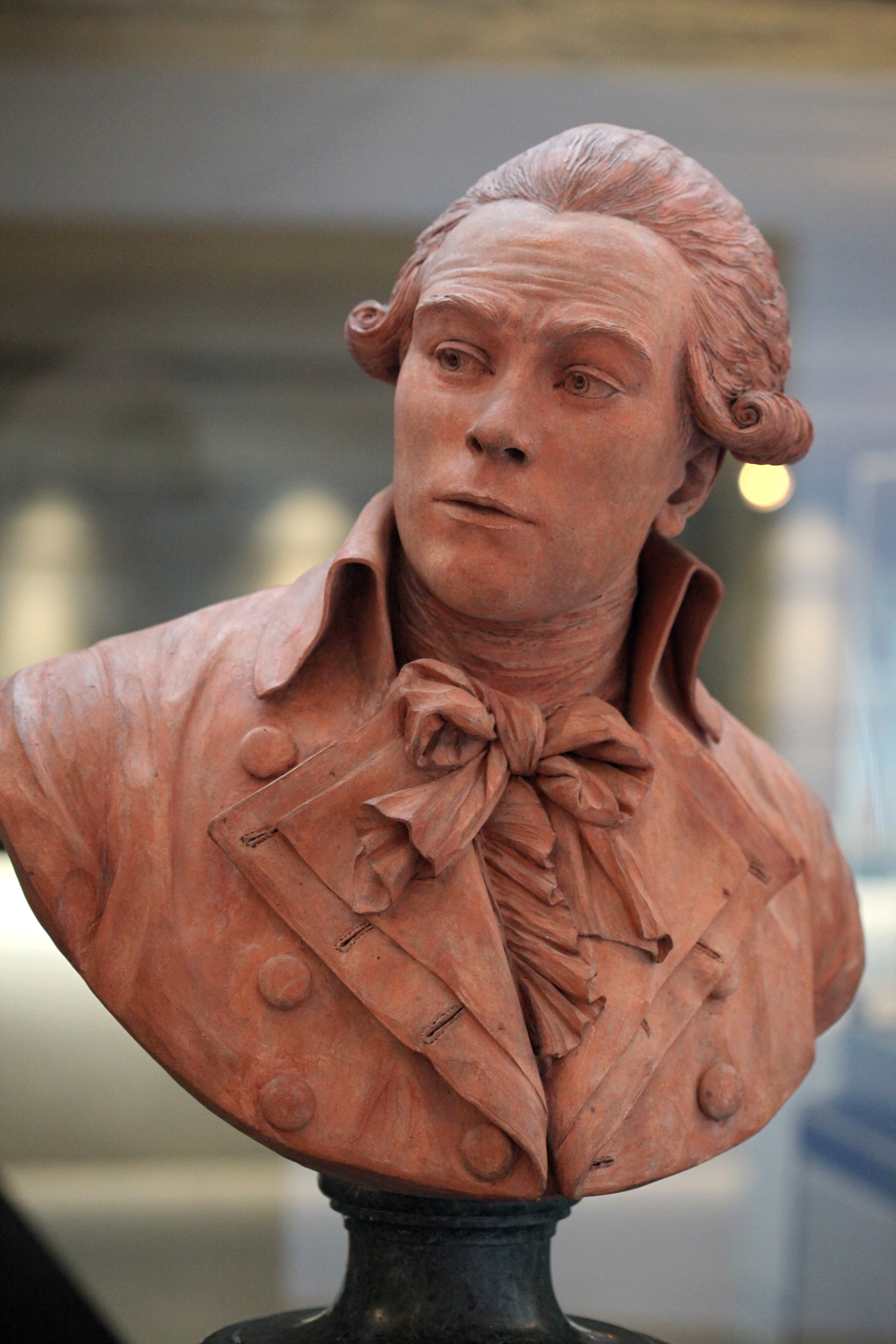
Максимильен Робеспьер, неглазурованный бюст работы Дезен, Клод-Андре, 1791

Вернувшись в Париж 28 ноября, он нашёл, что в политике доминирует вопрос об эмигрантах (фр. emigres) и пропаганды войны против Австрии и её немецких союзников. Самым ярым сторонником войны был Бриссо, один из лидеров будущих жирондистов. Первоначально не определившись, Робеспьер затем присоединился к немногим противникам войны, осудил воинственные призывы революционной пропаганды против Австрии на трибуне якобинцев: речи 11 декабря 1791, и 18 декабря, 2 января 1792, 11 января и 25 января. Он чувствовал, что за этим стоит игра двора и Людовик XVI. В его глазах французская армия не была готова вести войну, которая могла бы в случае победы, укрепить позиции короля и министров, враждебных революции, он считает, что реальная угроза была не среди эмигрантов Кобленца, а в самой Франции.
Самая странная идея, которая может зародиться в голове политика, – это уверенность в том, что вполне достаточно вторгнуться в чужую страну, чтобы навязать свои законы и свою конституцию. Никто не любит вооружённых миссионеров... Декларация Прав... не молния, которая поражает каждый престол в любой момент... Я далёк от того, чтобы утверждать, что наша революция в конечном итоге не повлияет на судьбы мира... Но я говорю, что это будет не сегодня.-- Максимилиан Робеспьер. Речь в Клубе якобинцев 2 янв. 1792 г. 
Но воинственные настроения революционного идеализма и мессианства всё возрастали и многие критики, Демулен, Дантон и даже Марат, постепенно замолчали. Но Робеспьер оставался непреклонен, что даже стоило ему падения популярности. Хотя в своих речах Робеспьер не проводил прямой связи между жирондистами и двором, по постоянным сравнениям стремления к войне это можно было предположить, что вызвало взаимные обвинения, как политические, так и личные. Начиналось противостояние Жиронды и Горы.
В голосовании Законодательного собрания по вопросу о войне было подано только 7 голосов против войны из 745.
20 апреля 1792 года была объявлена война королю Богемии и Венгрии. 25 апреля в Страсбурге Руже де Лиль впервые исполнил Марсельезу. Никто не мог даже предположить, что война продлится 25 лет и приведёт к последствиям, обратным для тех, кто её желал: Людовику XVI и Бриссо с его друзьями.

### Падение монархии
Война началась с унизительных поражений. Только при виде противника войска обратились в бегство. Несколько роялистски настроенных полков перешло на сторону неприятеля. Генералы вели себя нерешительно и обвиняли войска в отсутствии дисциплины. К этому времени армия находилась в стадии дезинтеграции. Более половины офицерского состава уже эмигрировала и с началом военных действий многие офицеры начали покидать свои посты. В нескольких провинциях вспыхнули роялистские восстания. Начались религиозно-роялистские волнения в Вандее.
При получении новостей о поражении происходит взрыв возмущения. Вновь появляется угроза «роялистского заговора», нити которого ведут в Тюильри и «Австрийскому комитету» Марии-Антуанетты.
Робеспьер выступает за смещение генералов и замещение их патриотически настроенными, обвиняет консервативное Законодательное собрание в потакании двору и Лафайету, которого подозревает в желании использовать армию в подавлении революции. Продолжается дуэль с бриссотинцами, которые скомпрометировали себя, войдя в состав правительства без полноты власти для реализации своих идей.
Он приветствует федератов, прибывающих в Париж в ответ на объявление «Отечества в опасности» (фр. La Patrie en Danger), и призывает их не покидать Париж до тех пор, пока революция нуждается в их защите. Присутствие федератов в столице превращает борьбу в национальное движение.
Король в свою очередь играет политическую игру смещения жирондистского кабинета и назначения фельянов, и снова жирондистов, надеясь на скорое прибытие войск европейских монархов.

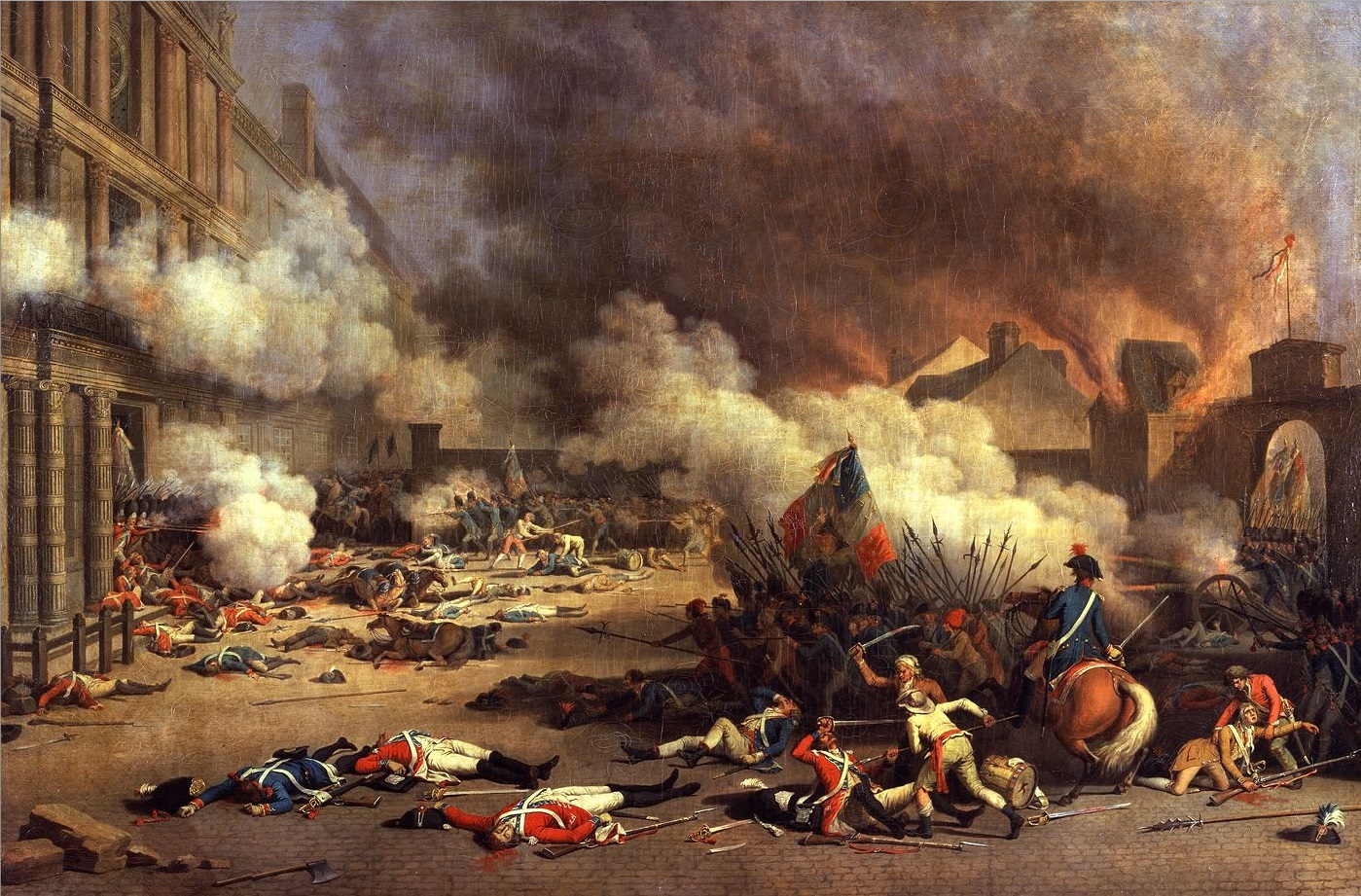
Штурм Тюильри 10 августа 1792

29 июля Робеспьер произносит программную речь в Якобинском клубе о потере доверия Законодательного собрания с предложениями о созыве Национального конвента на основе всеобщего голосования. Он требует отстранения исполнительной власти, смещения военных и административных должностных лиц, обновления состава судов. Он больше не верит, что Законодательное собрание способно разрешить кризис конституционным путём.
Обстановка доходит до накала, когда 3 августа был опубликован Манифест герцога Брауншвейгского с угрозой «военной экзекуции» Парижа в случае насилия над королём. Парижские секции объявляют о непрерывности заседаний и допуске «пассивных» граждан на их заседания и в Национальную гвардию.
Мэр Парижа Петион от имени 47 секций предоставил Законодательному собранию петицию-ультиматум с требованием о низложении короля и созыве Конвента. Но Законодательное собрание 8 августа после двухдневных дебатов отказывается рассматривать всякие обвинения. 9 августа над городом зазвучал набат. Секция Кенз-Вен Сент-Антуанского предместья пригласила остальные секции Парижа прислать представителей для образования центрального комитета восстания. 28 секций ответили на призыв и в ночь на 10 августа была образована Повстанческая коммуна.
На следующий день после падения монархии Генеральный совет коммуны был увеличен до 288 членов, и Робеспьер был выбран от его секции площади Вандом (фр. section de la place Vendôme / section des Piques). Он сразу занимает ведущее положение и все его предложения принимаются: движение не должно быть демобилизовано, требовать созыва Национального собрания, Лафайет должен быть объявлен изменником, Коммуна должна отправить комиссаров во все департаменты страны для разъяснения ситуации, секции должны уничтожить различие между «активными» и «пассивными» гражданами и создать постоянно заседающие революционные комитеты.
В Законодательном собрании в это время присутствовало только 285 депутатов из 745. Вся правая и роялистская часть Собрания отсутствовала. После заключения короля в Тампль под давлением Коммуны Собрание приняло декреты об уничтожении деления на активных и пассивных граждан, снизить возраст на право участия в выборах с 25 лет до 21 года и о созыве Национального конвента.

## Конвент

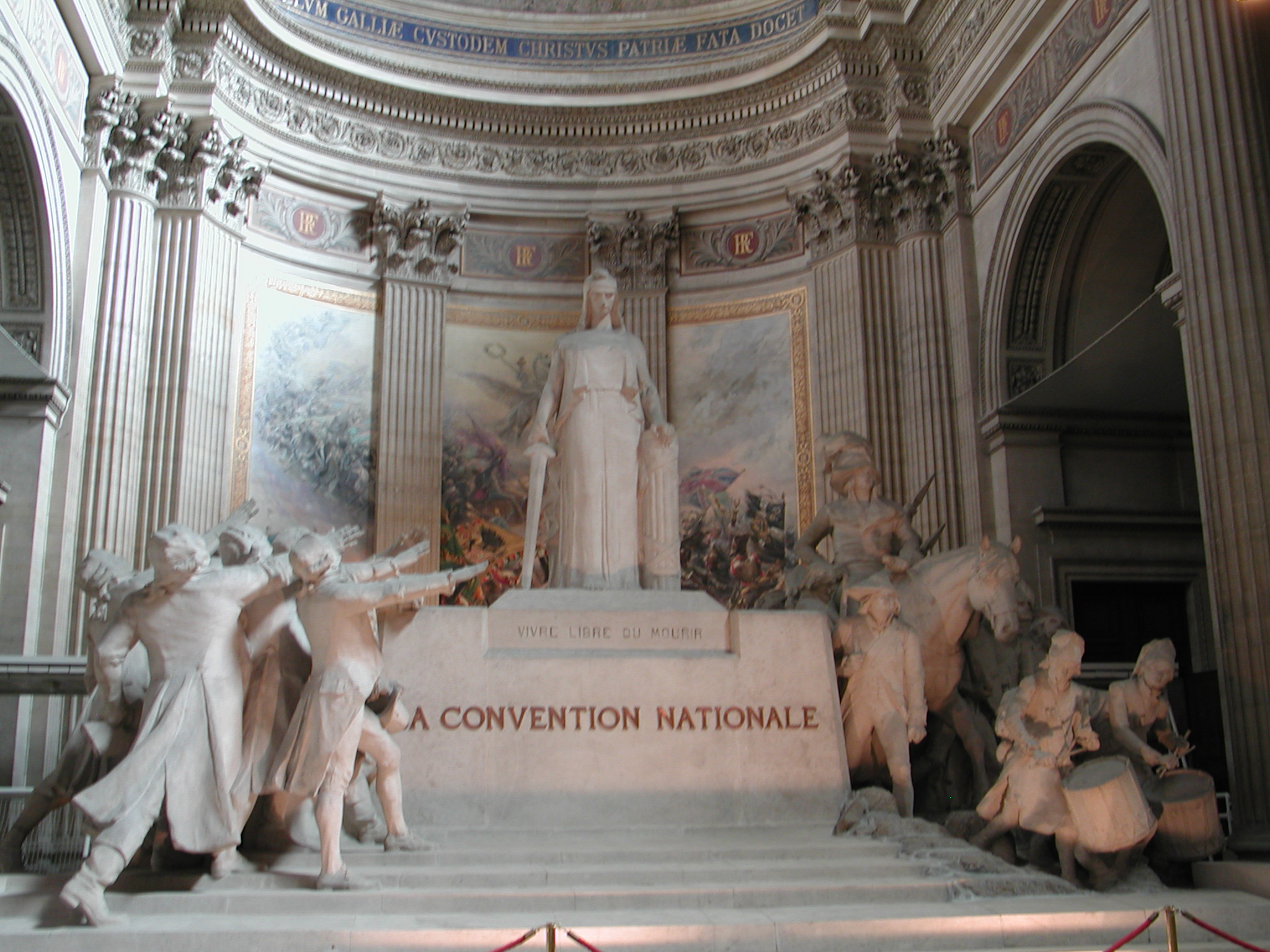
Алтарь Национального конвента
(Autel de la Convention nationale ou Autel républicain)
Франсуа-Леон Сикар, Пантеон, Париж, 1913

Последующие 6 недель Коммуна являлась фактически исполнительной властью и после восстания 10 августа к требованиям наказания защитников монархии добавились требования наказания роялистов и неприсягнувших священников. Роялистская пресса была запрещена и клуб фельянов закрыт. 26 августа пришли известия о взятии Лонгви прусскими войсками, 2 сентября — о падении Вердена. Перед войсками герцога Брауншвейгского и Парижем крепостей больше не было. Поползли слухи о «заговоре в тюрьмах» и требования «предать смерти заговорщиков перед уходом граждан в армию». 2 — 6 сентября происходят массовые расправы над заключёнными в Париже, Лионе, Версале и других городах, получившие название Сентябрьская резня (фр. Massacres de Septembre).
Выборы в Национальный конвент были первым опытом всеобщего избирательного права в истории Франции; выборы состоялись с 2 по 6 сентября 1792 года. Явка была очень низкая — 11,9 % избирателей против 10,2 % в 1791 году, в то время как число избирателей почти удвоилось. Но это и было отражением экстраординарных обстоятельств. Конвент был выбран небольшим и наиболее решительно настроенным меньшинством. Но в смысле того, что направление революции определялось под давлением санкюлотов и организованного меньшинства республиканцев, революция действительно получила эгалитарный импульс. И в этом смысле революция вступила в демократический и всенародный период.
Первым депутатом от столицы был избран Робеспьер в первом туре 338 голосами из 525. 2 сентября он был также избран от Па-де-Кале в первом туре с 412 голосами из 721 избирателей, но он предпочёл представлять Париж.

### Борьба с жирондистами
Национальный конвент начал свои заседания 20 сентября 1792 года.
21 сентября принимаются декреты об отмене монархии и Французская Республика объявляется единой и неделимой. Приходит известие о победе французских войск, состоящих из добровольцев, парижских санкюлотов и федератов, под Вальми.
Следующие несколько месяцев три вопроса доминируют в Собрании: отношение к революционному насилию, роль Парижа и департаментов и суд над королём. Количественно Конвент состоял из 160 жирондистов, 200 монтаньяров и 389 депутатов Равнины (фр. La Plaine), всего 749 депутатов. Треть депутатов участвовало в предыдущих собраниях и принесла с собой все предыдущие разногласия и конфликты. Жирондисты, которых в это время поддерживало большинство, сразу перешли в наступление, обвиняя монтаньяров в стремлении к диктатуре, используя насилие и Сентябрьскую резню как пример.
Робеспьер ответил на эти обвинения 5 ноября. Он представляет Сентябрьскую резню как продолжение 10 августа и сводит вопрос о народном насилии к проблеме революционной законности, имея в виду легитимность самой Революции:
Неужели вы хотели революцию без революции? Откуда это стремление к травле, с которым пытаются пересмотреть, если так можно выразиться, революцию, разбившую ваши оковы? Но как можно выносить суждение о последствиях, которые могут повлечь за собой эти великие потрясения? Кто способен указать точную границу, о которую должны разбиться волны народного восстания, после того, как события уже начали разворачиваться? Какой народ в этих условиях смог бы когда-либо сбросить ярмо деспотизма? ...Французы, приверженцы свободы, собравшиеся в августе этого года, действовали на этом основании от имени всех департаментов. Следует либо целиком одобрить их действия, либо целиком отвергнуть. Вменять им в преступление некоторые мнимые или действительные беспорядки, неотделимые от столь сильного потрясения, значит наказывать их за самоотверженность…
… Оплакивайте даже виновных, которых должен был покарать закон и которые пали от меча народного правосудия; но пусть ваша скорбь, как и всё человеческое, имеет свой предел. Чувствительность, оплакивающая едва ли не исключительно врагов свободы, кажется мне подозрительной. Прекратите размахивать перед моими глазами окровавленной одеждой тирана…-- Максимильен Робеспьер. Речь в Национальном конвенте 25 ноября 1792 г.
После этой речи в защиту Революции Le Moniteur universel, полуофициальная газета революции, начала печатать регулярные отчёты дебатов Якобинского клуба, понимая его национальное значение.

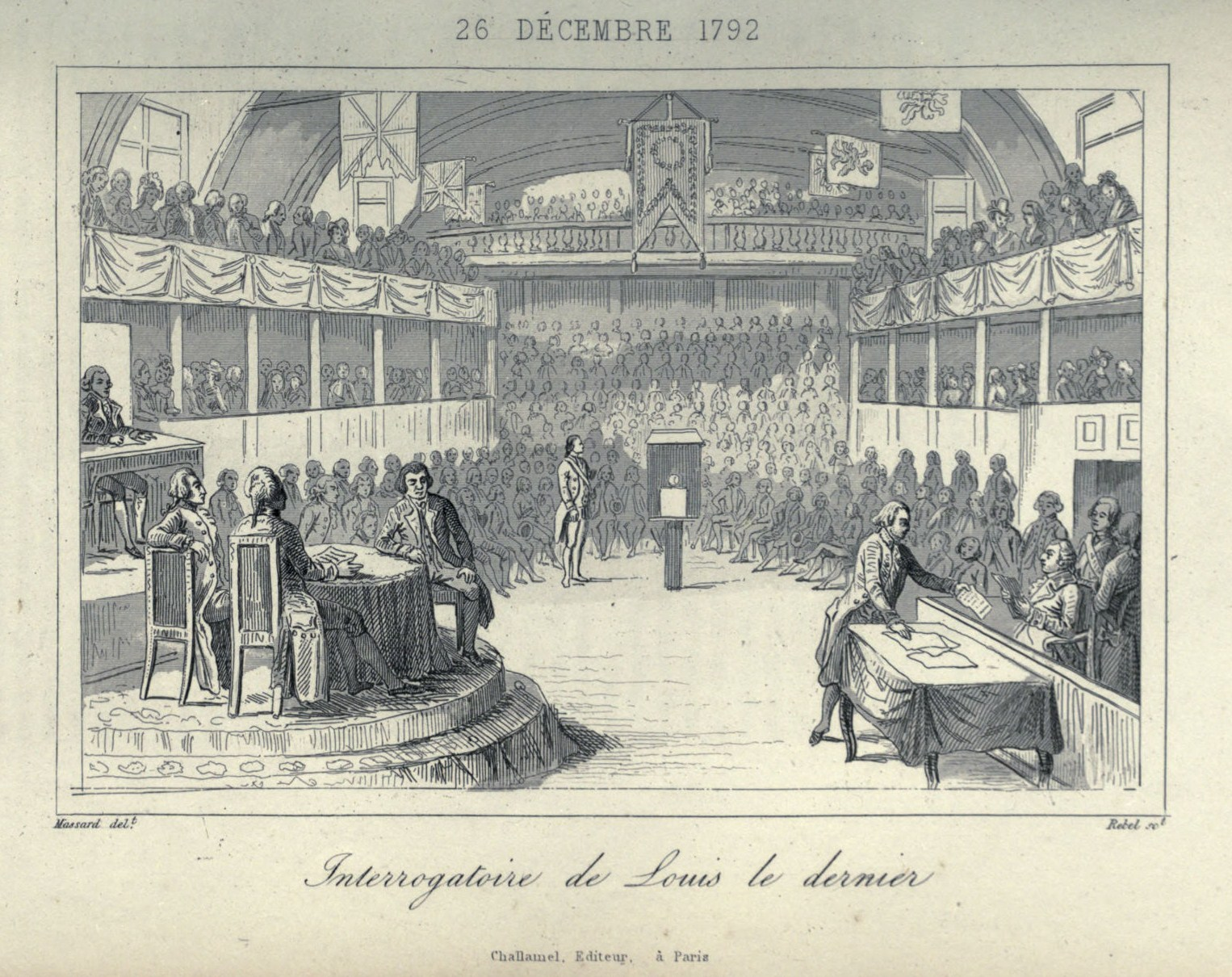
Суд над королём в Конвенте

По вопросу о судьбе короля Робеспьер произнёс 3 декабря речь, где отвергал юридическую точку зрения, становясь на политическую. «Людовик — не подсудимый, а вы — не судьи, — говорил он, — вы государственные люди, представители нации… Ваше дело — не произносить судебный приговор, а принять меры в видах общественного блага» (Речь в Национальном конвенте 3 декабря 1792 г.). Для него восстание 10 августа уже вынесло смертный приговор Людовику XVI:
«Когда король свергнут с престола революцией, которая далеко ещё не упрочена справедливыми законами, когда одно имя его навлекает бич войны на восставшую нацию, тогда ни тюрьма, ни изгнание не могут сделать существование короля безразличным для общественного блага. И это жестокое исключение из обычных законов, которое признаётся правосудием, может быть объяснено лишь самой природой его преступлений. С прискорбием произношу я эту роковую истину, но Людовик должен умереть, потому что отечество должно жить» (Речь в Национальном конвенте 7 декабря 1792 г.).
По мнению Робеспьера, воззвание к народу (фр. appel au peuple), которого требовала умеренная часть собрания, угрожало провозглашённой республике: референдум давал возможность реванша побеждённым роялистам, «монархистам» (фр. Monarchiens) и конституционалистам в голосовании о судьбе короля.
20 января Людовик был приговорён к смертной казни. 21 января 1793 года в Париже, на площади Революции, Людовик XVI был казнён.
К этому времени жирондисты начинают терять поддержку большинства в Конвенте. Постоянные нападки, обвинения, личная неприязнь антагонизировали большую часть собрания и парализовали исполнительную власть. К тому же, защищая короля с августа и препятствуя суду над ним, они открыли себя перед обвинениями в роялизме.
Финансовый кризис, унаследованный от монархии, не был решён. Из-за непрерывной эмиссии, ассигнаты начали падать в цене, что в свою очередь вело к подорожанию, включая продовольствие. Начались волнения санкюлотов в крупных городах. Появились первые требование ввести «максимум» на хлеб. Обе партии, жирондисты и якобинцы, включая Робеспьера и Марата, противились всякому экономическому контролю и требования «бешеных» (фр. Enragés) не нашли поддержки в Конвенте.
После победы при Вальми лидеры жиронды вновь вернулись к революционной пропаганде, объявив «мир хижинам, войну дворцам» (фр. paix aux chaumières, guerre aux châteaux), не имея достаточно средств для достижения на тот момент даже ближайших целей. Европа ответила созданием первой коалиции. Падение ассигната вело к неизбежному недовольству в «освобождённых» территориях и подрывало положение французских войск в Бельгии. Патриотический порыв Вальми не мог продолжаться долго; к тому же добровольцы, выполнив свой долг и защитив отечество, стали возвращаться домой. После неудачного наступления и поражения при Неервиндене Франция опять, как и год назад, оказалась перед лицом иностранного вторжения. Опять начались обвинения в предательстве, в этот раз — жирондистов, особенно после измены Дюмурье. Конвент принимает экстренные меры: призыв 300 000, учреждение революционного трибунала, закон против эмигрантов. Начинается восстание в Вандее и резня республиканцев в западных районах страны.
Кризис заставляет обе партии опереться на свою базу и союзников. Якобинцы всё более сближаются с секциями Парижа, а жирондисты — на провинцию, подчёркивая чрезмерное доминирование Парижа. 10 апреля Робеспьер произносит в Конвенте речь с прямыми обвинениями жирондистов, а Камилл Демулен выпускает памфлет «История бриссотинцев».
Как показатель этого обновлённого союза якобинцев с санкюлотами, 4 мая Конвент принимает первый закон о максимуме, несмотря на сопротивление жиронды. В свою очередь жирондисты, воспользовавшись отсутствием 82 монтаньяров, посланных в департаменты на миссии по организации призыва в армию, подвергли Марата импичменту и арестовали нескольких членов Коммуны. Жирондист Изнар угрожает в Конвенте «анархистам Коммуны»: «Я говорю вам от имени всей Франции — Париж будет уничтожен». Кризис достигает высшей точки 15 апреля, когда 35 из 48 секций Парижа обращаются с петицией к Конвенту, в которой содержится список из 22 «коррумпированных депутатов, виновных в совершении тяжких преступлений против суверенного народа».
26 мая, выступая в Якобинском клубе, Робеспьер говорит: «Когда все законы нарушаются, когда деспотизм дошёл до своего предела, когда попирают честность — тогда народ должен восстать. Этот момент настал». 29 мая он вновь повторяет в Якобинском клубе: «Я говорю, что если не подымется весь народ, свобода погибнет».
Именно в эти дни Робеспьер набросал следующие слова в записной книжке:
Нужна единая воля (une volonte une). Она должна быть или республиканской, или роялистской. Если республиканская, то у нас должны быть республиканские министры, республиканская пресса, республиканские представители, республиканское правительство. Внутренние опасности исходят от буржуазии  — чтобы победить буржуазию, нужно объединить народ… Настоящее восстание должно продолжаться до тех пор, пока не будут приняты необходимые для спасения Республики меры. Надо, чтобы народ присоединился к Конвенту, а Конвент воспользовался помощью народа…-- Максимилильен Робеспьер
31 мая 1793 года в Париже началось восстание.

### Якобинский конвент

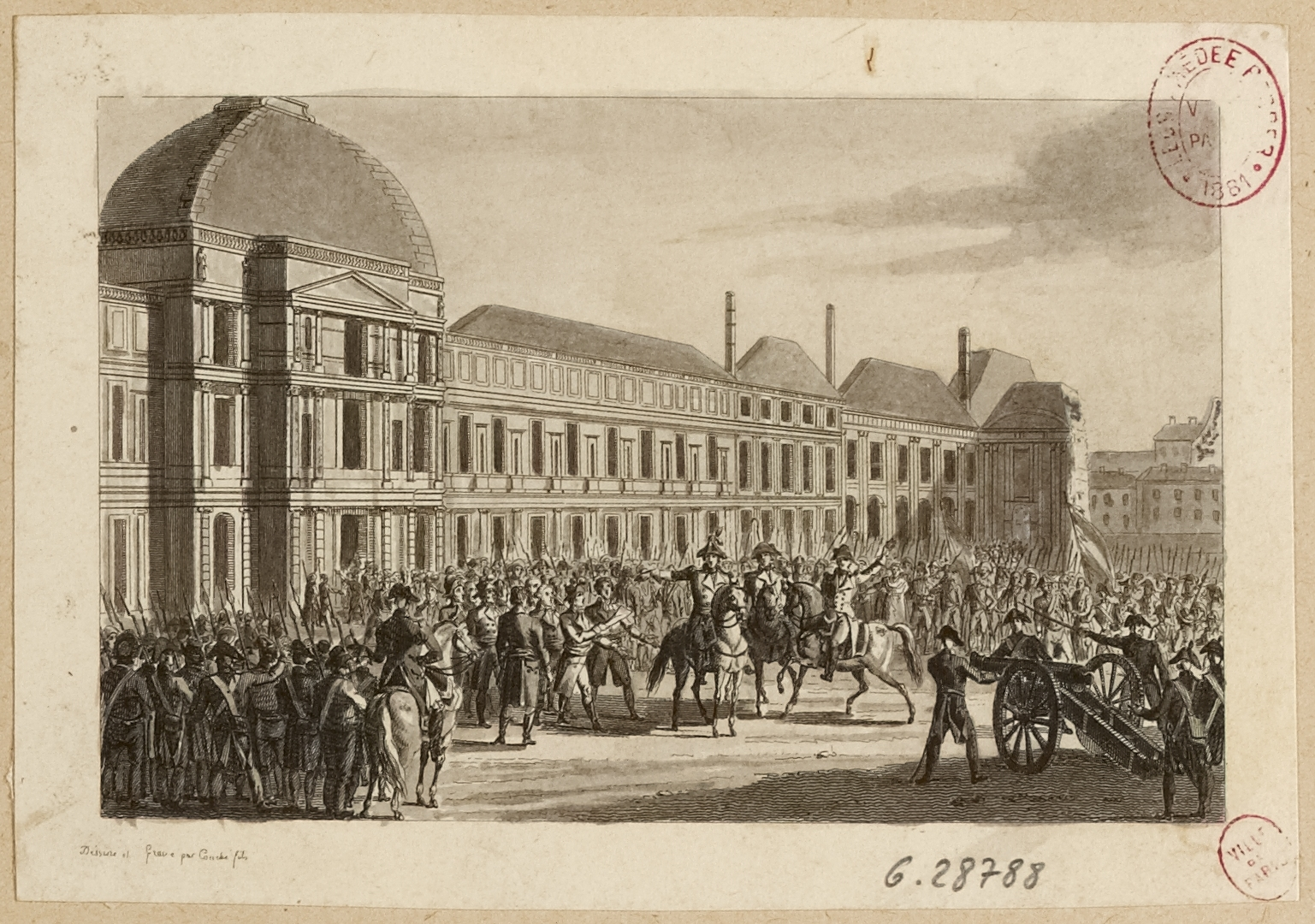
Восстание 31 мая — 2 июня

Восстание 31 мая свергло Жиронду по тем же причинам, что и монархию 10 августа: как препятствие делу революционной обороны. 29 депутатов Жиронды, помещённые под домашний арест, могли свободно передвигаться и многие из них бежали, чтобы поднять департаменты против восставшего Парижа. Федералистское восстание, которое началось ещё до 31 мая, начало разрастаться, охватывая Лион, Марсель, Бордо, Тулон, не говоря уже о незаживающей ране Вандеи. Около 60 департаментов из 82 находились в том или ином состоянии восстания. Республиканские армии отступали на границах под натиском европейских монархий.
Восставшие секции победили Жиронду в Конвенте; к власти пришли монтаньяры. Теперь они могли воплотить в жизнь свою программу. 3 июня, 10 июня и 17 июля они декретировали отмену последних остатков сеньёральных привилегий в стране. 24 июня была принята Конституция 1793 года, которой предстояло стать символом демократии всего XIX столетия. 23 августа Конвент принял «Levée en Masse» («С этого момента до тех пор, пока его враги не изгнаны с территории Республики, все французы находятся в состоянии постоянной реквизиции для нужд армии»). Несмотря на то, что монтаньяры были против регламентации экономики, после journées 4 — 5 сентября под давлением парижских секций принимается «всеобщий максимум» (фр. Loi du maximum général). Революционная оборона начинает превращаться в то, что в XX веке будут называть «тотальной войной».
Но для направления и координации этих усилий нужна сильная исполнительная власть, пользующаяся доверием санкюлотов и опирающаяся на авторитет Национального конвента.

### Революционное правительство
«Временное правительство Франции будет революционным до заключения мира» (Декрет Конвента от 19 вандемьера II г./10 октября 1793).

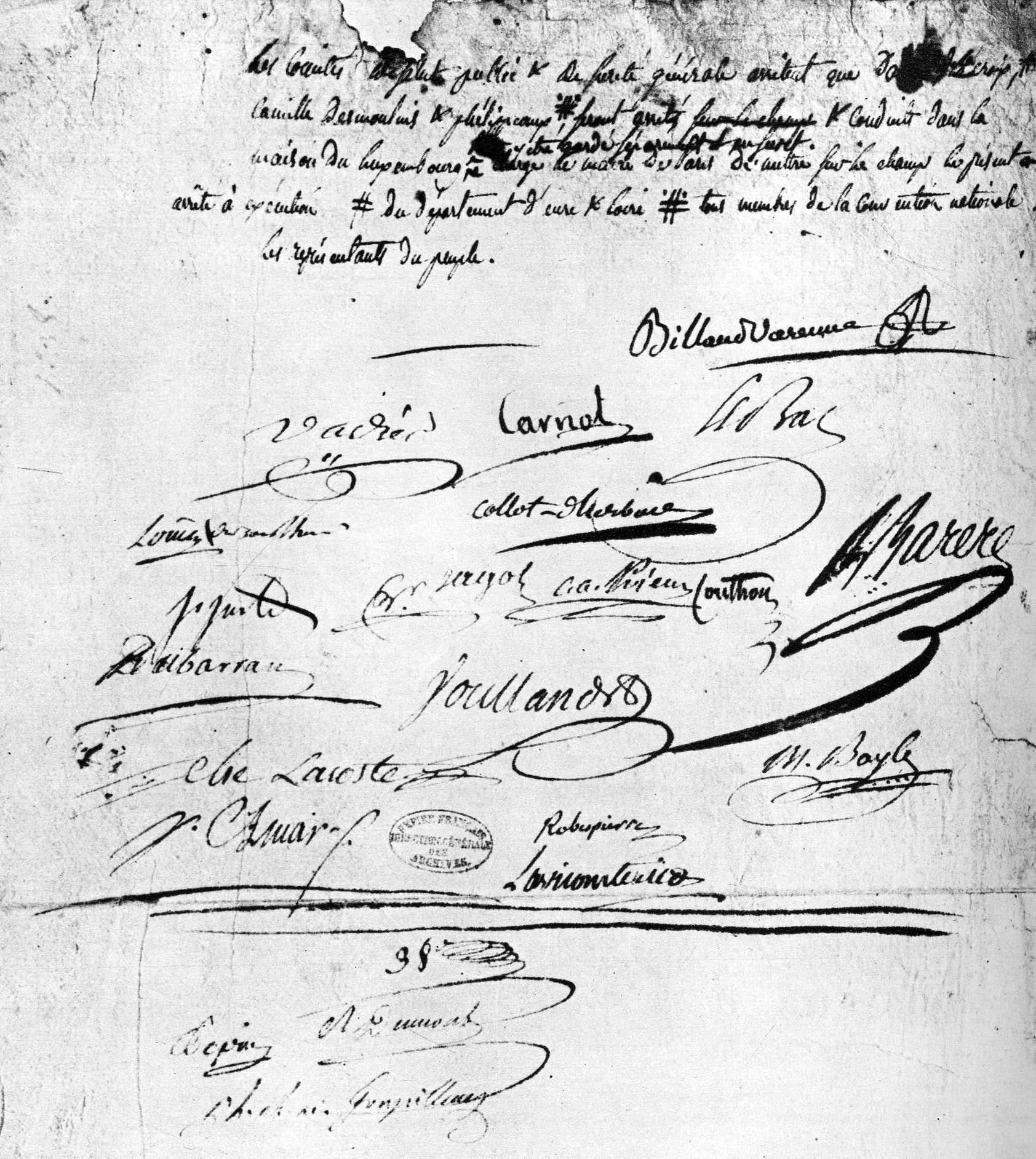
Мандат об аресте дантонистов
30 марта 1794 года, подписанный
членами обоих комитетов, Комитета общественного спасения и Комитета общественной безопасности

 Суть исполнительной власти Конвента состояла в его комитетах. Два из них имели наиболее существенное значение — Комитет общественного спасения и Комитет общественной безопасности. Второй имел значительные правовые и полицейские функции (Революционный трибунал и направление террора) и меньше известен, чем первый, который был действительной исполнительной властью и обладал большими прерогативами. Он был образован ещё в апреле, но его состав был полностью изменён летом 1793 года.
Это ещё не был комитет, каким он стал через полгода. Не хватало постоянства состава, авторитета и поддержки, как в Конвенте, так и вне его.
10 июля Конвент обновил Комитет и Дантон не был избран в его новый состав. Но всё-таки нужно было ещё два месяца, чтобы Великий Комитет общественной спасения II года Республики приобрёл определённую форму. Кутон, Сен-Жюст, Жанбон Сен-Андре и Приёр из Марны образовали ядро из решительных монтаньяров, к которым присоединились Барер и Линде. После того, как Робеспьер начал успешно отстаивать в Конвенте необходимость поддержки принятых в Комитете решений, он был приглашён на его заседания и 27 июля вошёл в его состав. 4 августа в него вошли имевшие армейский опыт Карно и Приёр из Кот-Дор, и 6 сентября — Колло д’Эрбуа и Бийо-Варенн как представители секций. Это были довольно разные личности: и по темпераменту, и по опыту, и по социальным наклонностям. Линде не нравился террор, Бийо-Варенн и Колло Д’Эрбуа были ближе к санкюлотам и, хотя они все принадлежали к одной социальной группе, Карно и Линде были более консервативны, а Робеспьер и Сен-Жюст — более демократичны в социальных вопросах.
Люди авторитарные, с сильными убеждениями, честные и темпераментные: их целью было управление правительством, борьба и победа. И всё-таки пройдёт некоторое время, когда личные разногласия перейдут в ненависть. А пока опасности, угрожавшие Революции, отодвинули на многие месяцы неизбежный раскол, который в конце концов уничтожит их.
Комитет общественного спасения был органом коллегиальным и его состав утверждался Конвентом каждый месяц. Законы, декреты, направление политики предоставлялись в виде докладов и после дебатов в Собрании принимались в Конвенте. Особо важные декреты, как, например, об аресте дантонистов, принимались на объединённых заседаниях обоих комитетов: Спасения и Безопасности.
Именно Робеспьер при содействии Барера, Сен-Жюста и Бийо-Варена обеспечил постоянство состава Комитета, определяя и защищая курс правительства перед Конвентом. Робеспьер, имея огромное влияние и авторитет, как бы являлся звеном между Конвентом, Якобинским клубом и секциями Парижа.
Теория революционного правительства так же нова, как и революция, её породившая. Её  не нужно искать ни в книгах политических писателей, которые не предвидели этой революции, ни в законах тиранов, которые, довольствуясь злоупотреблением своей властью, мало заботятся о её законности; поэтому для аристократии слова «революционное правительство» являются лишь предметом ужаса или клеветы, для тиранов — лишь позором, для многих людей — лишь загадкой. Эти слова нужно объяснять всем, для того чтобы приблизить, по крайней мере, добрых граждан к принципам общественной пользы.
Функция правительства состоит в том, чтобы направлять моральные и физические силы нации к поставленной цели.
Цель конституционного правительства — сохранить Республику; цель революционного правительства — основать её.
Революция — это война свободы против её врагов; Конституция — это режим победоносной и мирной свободы.-- Максимильен Робеспьер. («О Принципах Революционного Правительства» Речь в Национальном конвенте 25 декабря 1793 г./5 нивоза 2-го года Республики)
Существенная часть их метода летом 1793 года по-прежнему отсутствовала. Она, в значительной степени, была навязана им в течение лета 1793 года взрывом народных страстей, вызванных политическим, военным и экономическим кризисом.

### Террор
Любая часть Конвента, будь то монтаньяры или побеждённые жирондисты, как и сам Конвент, являлась отражением меньшинства Франции. Отсюда неизбежно следовало, что удержаться у власти и справиться с, казалось, непреодолимыми опасностями, можно было только с помощью террора. Понимание этого пришло не сразу, как и сам механизм: шаг за шагом, частично — от осознания необходимости, частично — под давлением обстоятельств.
Измена, дезертирство и поражения весной 1793 года одновременно с подстрекательством к мятежу и гражданской войной; Франция оказалась у грани катастрофы. Ситуация стала ещё хуже летом во время австрийского вторжения во Францию; побед, одна за одной, одержанных вандейцами; восстания крупных торговых и морских городов — Лиона, Марселя, Тулона и Бордо. Чтобы спасти Францию от расчленения и Революцию от гибели, лидеры Горы пошли на насильственные меры и создали диктатуру национальной обороны или, по словам Марата, «тиранию свободы». Она поражала врагов Республики везде без разбора и не была избирательна социально. Её жертвами были все, кто противился или ненавидел Революцию, или жил в районах, где возможность восстания была наиболее серьёзна.
Жестокость репрессивных мер в провинциях была в прямой зависимости от угрозы восстания. Под давлением санкюлотов Конвент был вынужден принять политику террора. Хотя и под давлением, монтаньяры, а за ними и депутаты Равнины заставили принять требования применения терроризма из-за хронической нехватки продовольствия и роста цен, что в свою очередь зависело от войны, блокады и инфляции. Требования бешеных были приняты; не все сразу, конечно, а одно за другим, частично в виде потакания санкюлотам для привлечения их на сторону монтаньяров, отчасти под угрозой насилия.
Демократия — это такое государство, где суверенный народ, руководимый им же самим созданными законами, делает сам всё то, что возможно, и при помощи своих представителей — все то, что он не может делать сам… Извне вас окружают все тираны; а внутри страны все друзья тирании составляют заговоры; они будут составлять заговоры до тех пор, пока преступление может надеяться на успех. Нужно подавить внутренних и внешних врагов Республики или погибнуть вместе с нею; а в данном положении первым правилом вашей политики должно быть управление народом при помощи разума и врагами народа — при помощи террора.— Максимильен Робеспьер. («О принципах политической морали». Речь в Национальном конвенте от имени Комитета общественного спасения 5 февраля 1794 г.)
Парижский революционный трибунал был образован 9 — 10 марта. Первый максимум и законы против спекулянтов — 5 мая. И основные террористические акты в сентябре — закон против подозрительных, создание Революционной армии, реорганизация Революционного трибунала, насильственные реквизиции и Всеобщий максимум под давлением секций, угрожавших ниспровержением правительства. Реквизиции и максимум вели к отчуждению крестьянства, не говоря о недовольстве средних классов.
Санкюлоты будут поддерживать Революционное правительство до тех пор, пока оно будет поддерживать минимальные условия их жизни.
Каким образом всего этого можно было добиться? Для якобинцев II года Республики ответ был в применении террористических мер:.
Если в мирное время орудием народного правления является добродетель, то во время революции орудием его является и добродетель, и террор одновременно: добродетель, без которой террор гибелен, террор, без которого добродетель бессильна.
Террор есть не что иное, как быстрая, строгая, непреклонная справедливость; следовательно, он является проявлением добродетели, он — не столько особый принцип, сколько вывод из общего принципа демократии, применяемого отечеством в крайней нужде.— Максимильен Робеспьер. («О принципах политической морали». Речь в Национальном конвенте от имени Комитета Общественного Спасения 5 февраля 1794 г.)
Провозглашая необходимость террора, Робеспьер относился отрицательно к произволу многих представителей Конвента на местах. С централизацией исполнительной власти в лице Революционного правительства многие ультра-террористы — такие, как Каррье, Фуше, Тальен — были отозваны. Фуше, например, был исключён из Якобинского клуба, что в это время вело к обвинению перед Революционным трибуналом. Именно эти эксцессы и кампания дехристианизации эбертистов были основой временного сближения с Дантоном зимой 1794 года. В свою очередь, эбертисты обвиняли Комитет в ослаблении террора («дремлющие», фр. Endormeurs).

## Кризис якобинской диктатуры
«Цель конституционного правительства — сохранить Республику; цель революционного правительства — основать её.» Что значит «основать её»? Прежде всего уберечь Республику от врагов внешних, но также от врагов внутренних: революционеры и Робеспьер считали, что бо́льшая угроза исходит от внутренних группировок, пытающихся узурпировать власть, преследуя свои собственные интересы. Такова была рационализация борьбы с фракциями зимой 1794 года.

### Борьба против фракций
К концу 1793 г. большинство в Конвенте продолжало поддерживать Комитет общественного спасения. Были одержаны первые военные победы, но борьба за власть между революционерами обострилась в условиях экономического кризиса и при отягчающих обстоятельствах контролируемой экономики. Те, кто считал, что применение террора идёт слишком далеко, группировались вокруг Дантона и Демулена и получили прозвище умеренных (фр. d’Indulgents ou citra-révolutionnaires). Радикально настроенные члены Клуба кордельеров (фр. Cordeliers), Эбер, редактор «Отца Дюшена» (фр. Père Duchesne), журнала санкюлотов, Венсан, генеральный секретарь военного министерства, Ронсен, руководитель Революционной армии, при некоторой поддержке Коммуны, получили название ультра-революционеров (фр. ultra-révolutionnaires) или кордельеров (в историографию они вошли под названием эбертистов).
Вначале комитеты и Робеспьер пытались взять на себя роль арбитра или посредника и предупредить противоборствующие группировки об опасности продолжения борьбы между фракциями:
Внутренние враги французского народа разделились на две фракции, как бы на два отряда армии. Они идут под знаменами различных цветов и различными путями, но они идут к одной и той же цели: это цель — дезорганизация народного правительства, падение Конвента, то есть торжество тирании. Одна из этих двух фракций толкает нас к слабости, другая — ко всяким крайностям. Одна хочет превратить свободу в вакханку, другая — в проститутку...
...Гораздо удобнее надеть личину патриотизма, чтобы исказить величественную драму революции при помощи наглых пародий и скомпрометировать дело свободы при помощи лицемерной умеренности или притворной экстравагантности...
...Общая задача умеренных и лжереволюционеров — беспрестанно ввергать нас то в ту, то в другую крайность...-- Максимильен Робеспьер. («О принципах политической морали» Речь в Национальном конвенте от имени Комитета Общественного Спасения 5 февраля 1794 г.)
Робеспьер относился резко отрицательно к кампании дехристианизации, проводившейся эбертистами, и в декабре-январе казалось, что он и Дантон сформируют общую платформу против эксцессов эбертистов. С молчаливого одобрения Робеспьера развернулась кампания против лидеров эбертистов. Это наступление было поддержано в статьях нового журнала Камилла Демулена «Старый Кордельер» (фр. Le vieux Cordelier), который вначале имел большой успех. Но затем, 15 декабря, на его страницах началась критика политики Комитета общественного спасения. А это уже угрожало положению Революционного правительства.
Две фракции боролись друг с другом в течение двух месяцев. В конце зимы ввиду тяжёлого экономического положения и, надеясь на поддержку секций, в начале марта 1794 года эбертисты предприняли попытку восстания, которая не была поддержана ни большинством секций, ни Парижской коммуной. Комитет арестовал лидеров кордельеров. Эбер, Ронсен, Венсан, Моморо и другие эбертисты с иностранцами Клоотсом, Проли и Перейра были представлены как пособники «иностранного заговора» и казнены 24 марта.
На следующий день после ареста эбертистов воодушевлённые Дантон и его друзья возобновили наступление. 30 марта Комитет приказал арестовать Дантона, Делакруа, Демулена и Филиппо. Слушания начались 2 апреля. Это был политический процесс и приговор был заранее предрешён. Дантон и его друзья были гильотинированы 5 апреля.
Комитет играл роль посредника между Собранием и секциями. Уничтожив лидеров секций, комитеты порвали с санкюлотами, источником власти правительства, давления которых так опасался Конвент со времени восстания 31 мая. Уничтожив дантонистов, оно посеяло страх среди членов Собрания, который легко мог перейти в бунт. Правительству казалось, что оно имело поддержку большинства Собрания. Оно ошибалось. Освободив Конвент от давления секций, оно осталось на милости Собрания. Оставался только внутренний раскол правительства, чтобы его уничтожить.

### Культ Верховного Существа
Одним из стремлений Просвещения было найти путём деятельности человеческого разума естественные принципы человеческой жизни (естественная религия, естественное право и т. п.). С точки зрения таких разумных и естественных начал подвергались критике все исторически сложившиеся и фактически существовавшие формы и отношения (положительная религия, положительное право и т. п.). Под влиянием идей Просвещения были предприняты реформы, которые должны были перестроить всю общественную жизнь.
Большинство деятелей Французской Революции разделяло эти взгляды, как это можно видеть в принципиальных документах за весь период Революции:
Упоминание Верховного Существа в документах Французской Революции 
(фр. Déclaration des Droits de l'Homme et du Citoyen)

Декларация прав человека и гражданина (26 августа 1789 г.)

…Соответственно, Национальное собрание признает и провозглашает перед лицом и под покровительством Верховного Существа следующие права человека и гражданина…

Декларация прав человека и гражданина (24 июня 1793 г.)

…Вследствие этого он провозглашает перед лицом Верховного Существа следующую декларацию прав человека и гражданина…

Декларация прав человека и гражданина (5 фрюктидора III г./22 августа 1795 г.)

…Французский народ провозглашает перед лицом Высшего Существа следующую декларацию прав и обязанностей человека и гражданина…..

«Французский народ признаёт существование Верховного Существа и бессмертие души» (Декрет о Верховном существе 18 флореаля II года /7 мая 1794 г.).

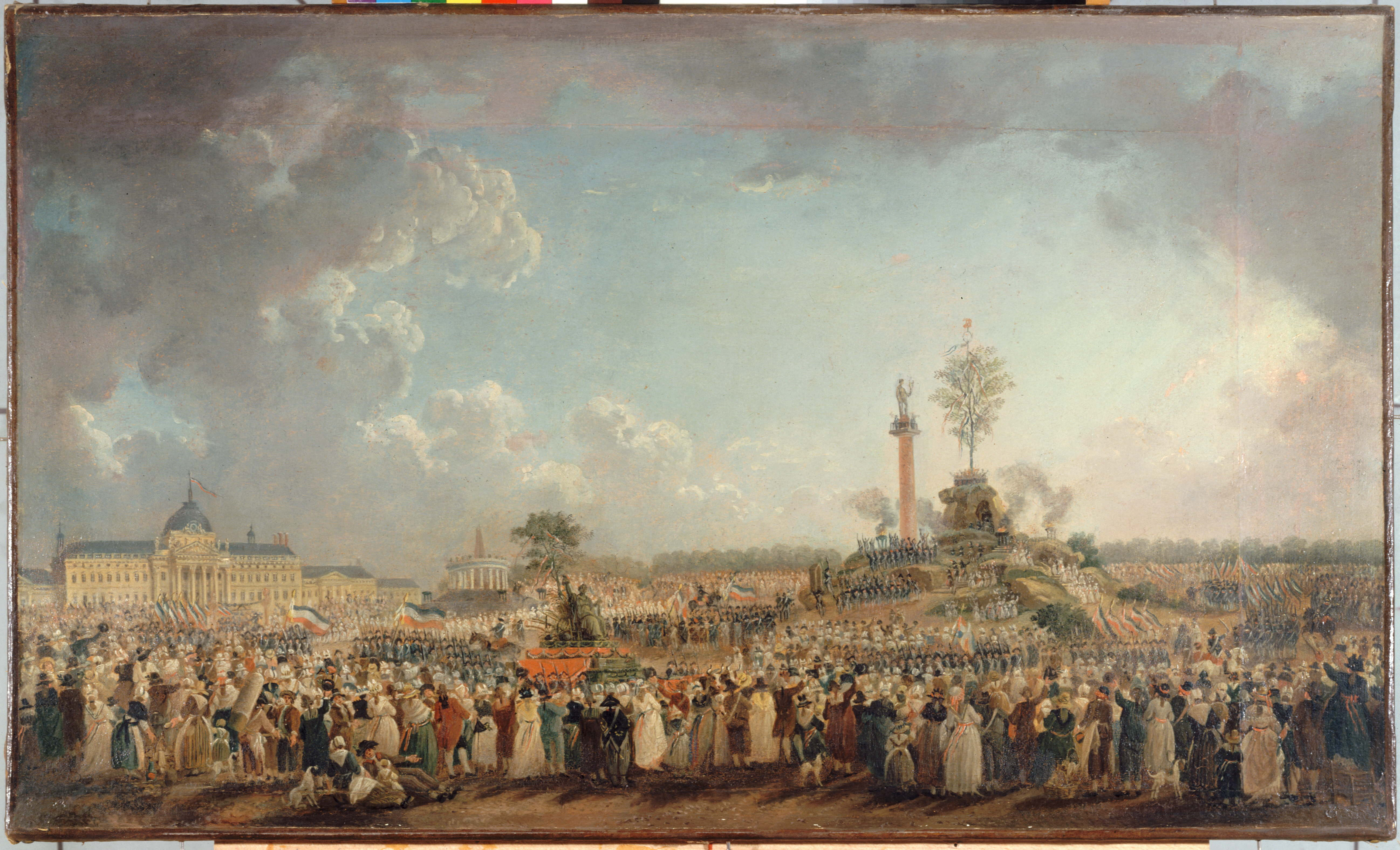
Праздник Верховного Существа 8 июня 1794 г. на Марсовом поле в Париже

Праздник Верховного Существа (фр. La fête de l'Être suprême) 20 прериаля (8 июня 1794 г.) был самым счастливым днём в жизни Робеспьера.
Робеспьер, в голубом фраке и трёхцветном республиканском шарфе, с большим букетом цветов, плодов и колосьев, шёл впереди членов Конвента, президентом которого он был выбран за 4 дня до празднования. Затем следовали представители всех 48 секций Парижа и национальной гвардии. Процессия двигалась к специально созданной для этого «Священной Горе» (аллегория Горы в Конвенте), на вершине которой находилось Древо свободы, символ единства и верности революции. Робеспьер произнёс речь о важности этого дня для объединения всей Франции, после чего поднёс факел к моделям статуй, которые символизировали Атеизм, Честолюбие, Эгоизм и Невежество, из пепла которых появилась статуя Мудрости.
Фестиваль был организован Давидом, художником революции. В Париже, в котором тогда было 600 тыс. жителей, праздновать фестиваль собралось, по свидетельству современников, более 400 тыс. участников.
Было солнечное воскресенье и участники были одеты в праздничное выходное платье; цветы и венки были развешены по всему городу. Подобные празднества прошли по всей Франции и многие, особенно католики, с энтузиазмом восприняли праздник как «возвращение религии», особенно после эксцессов дехристианизации и анархии предыдущих лет.
Впечатление было настолько сильным, что роялист Малле дю Пан в эмиграции писал: «Мы действительно думали, что Робеспьер наконец-то преодолеет пропасть раскола, причинённую революцией».

## 9 Термидора
Якобинцы никогда не были однородной или объединённой партией. Уничтожение фракций загнало оставшееся «охвостье» (как тогда говорили) в подполье и перевело открытую борьбу в поле интриг и заговоров. Но такое быстрое и неожиданное падение не произошло бы, если бы не было более глубоких причин.
Большинство соглашалось следовать политике комитетов, пока существовала реальная угроза Республике. Максимум не нравился никому и постоянно нарушался, хотя был логическим применением в стране, ведущей войну с европейскими монархиями. Основа нахождения у власти якобинцев, заключавшаяся в давлении извне парижскими секциями, после подавления эбертистов потеряла свою активность, и, в свою очередь, была недовольна экономической политикой комитетов. «Революция оледенела, все её принципы ослабли, остался лишь красный колпак на головах интриги» — записал Сен-Жюст в это время. Консерватизм секций также объяснялся тем, что наиболее патриотически настроенные и молодые уходили на фронт, секционные активисты наполнили комитеты правительства, становясь номенклатурой, чувствовалась усталость от постоянного напряжения последних четырёх лет революции.
Не удивительно, что именно в это время, когда были одержаны первые победы (Флёрюс, 26 июня) и, казалось, власти комитетов никто не противостоит, на поверхность всплыли личные разногласия членов Революционного правительства. Если бы комитеты были едины, термидор, по крайней мере, можно было избежать. Но именно эти разногласия, подозрения и обвинения привели к событиям, которые и обозначили падение робеспьеристов, а затем вместе с ними — деградацию Революционного правительства, падение Горы в Конвенте и всей якобинской партии.
После падения фракций и празднования Верховного Существа фигура Робеспьера стала более заметной, он потерял роль посредника, и как постоянный защитник политики комитетов в Конвенте и Якобинском клубе, стал считаться главой правительства и всякое недовольство переносилось на него как стремление к единоличной власти. В действительности у него не было особой власти в Комитете общественного спасения. Он был один из последних, кто вступил в него, не мог и не выбирал его членов и даже не являлся председателем заседаний. Всякие действия членов комитета зависели от согласия остальных. Так, ссора в комитете после принятия закона 22 прериаля была не о сущности закона, а о предоставлении его в Конвенте без согласования со всем составом Комитетов. Из 12 членов Комитета общественного спасения он мог рассчитывать на поддержку только Сен-Жюста и Кутона. Колло д’Эрбуа и Бийо-Варенн склонялись больше к эбертизму, Робер Ленде — к дантонистам. Лазар Карно и Клод-Антуан Приёр были ближе к умеренным. Вдобавок к этому, были разногласия между Комитетом общественного спасения и Комитетом общественной безопасности — и по поводу курса правительства, и, конечно, личностные.
О Робеспьере распускались всевозможные слухи, обращали во вред ему пророчество полоумной старухи Катрин Тео, которая, называла себя Богородицей, а Робеспьера — своим сыном. Два покушения на жизнь Робеспьера лишь способствовали усилению его значения. 3 прериаля его хотел убить Анри Адмира. На другой день в его квартире застали молодую девушку Сесиль Рено с двумя ножами.
После очередной словесной перепалки отношения достигли такого накала, что с 1 июля Робеспьер перестал появляться в Комитете общественного спасения.
Понимая, что разногласия в правительстве ведут к расколу, 5 термидора была сделана попытка примирения под предлогом обсуждения Вантозских декретов. Сен Жюст и Кутон отнеслись к этому примирению положительно, но Робеспьер сомневался в искренности своих противников. В своей последней речи в Конвенте, 8 термидора, он обвинял своих оппонентов в интриганстве и вынес вопрос о расколе на суд Конвента. Необходимо, говорил он, обновить состав Комитета общественного спасения, очистить Комитет общественной безопасности, создать правительственное единство под верховной властью Конвента. У Робеспьера потребовали, чтобы он назвал имена обвиняемых — Шарлье: «Когда кто-то гордится мужеством добродетели, он должен иметь мужество в провозглашении истины. Назови тех, кого ты обвиняешь!». Но Робеспьер отказался это сделать. Каждый в Конвенте почувствовал себя под угрозой проскрипции и собрание предположило, что он требует карт-бланш.
В ночь на 9 термидора ультрареволюционеры-террористы, остатки дантонистов и лидеры Равнины или «болота» (фр. La Plaine ou le Marais) достигли соглашения против Робеспьера. В центре заговора были члены Конвента, которым непосредственно угрожала опасность, Тальен, Фуше, Карье и др, которые были отозваны в Париж в связи с эксцессами массовых казней: Тальен в Бордо, Фуше в Лионе, Каррье в Нанте. Они достигли соглашения с членами Комитета общественного спасения Колло д’Эрбуа, Бийо-Варенном и Карно. Теперь, после речи Робеспьера, члены обоих Комитетов и Комитета общественного спасения и Комитета общественной безопасности чувствовали себя под угрозой проскрипции. Лидеры Равнины Сийес, Камбасерес, Дону и Буасси д’Англа считали, что после военных побед нет нужды в экстренных мерах, терроре и контролируемой экономике («максимум» фр. Loi du maximum général); и ввиду уменьшения опасности со стороны Коммуны и радикальных секций Парижа Конвент может и должен вернуть себе полное верховенство управления Республикой.
Был разработан план действий на следующий день.

### Арест
9 термидора (27 июля) Сен-Жюст должен был зачитать доклад комитетов Конвенту. Не успел он произнести несколько слов, как был прерван Тальеном по договорённости заговорщиков не дать Сен-Жюсту и Робеспьеру говорить. За ним последовала череда выступающих: Бийо-Варенн, Барер, Вадье, затем — снова Тальен. Причём один обвинял Робеспьера в чрезмерной снисходительности к врагам революции, другой — в чрезмерном терроре. Робеспьер пытался возражать, но был заглушён криками «Долой тирана!» со скамей Горы. Было постановлено арестовать Анрио, командующего Национальной гвардии, и Дюма, председателя Революционного трибунала. В последующей сумятице малоизвестный монтаньяр и дантонист Луше подал предложение арестовать Робеспьера. Под крики «Да здравствует Республика!» предложение арестовать Робеспьера, Сен-Жюста и Кутона было единогласно принято. «Республика? Республика погибла — настало царство разбойников!» — были последние слова Робеспьера в Конвенте. Леба и Робеспьер-младший потребовали ареста и для себя. Арестованных отвели в тюрьму. Робеспьера — в тюрьму Люксембург, но начальник тюрьмы отказался принять известного арестованного.

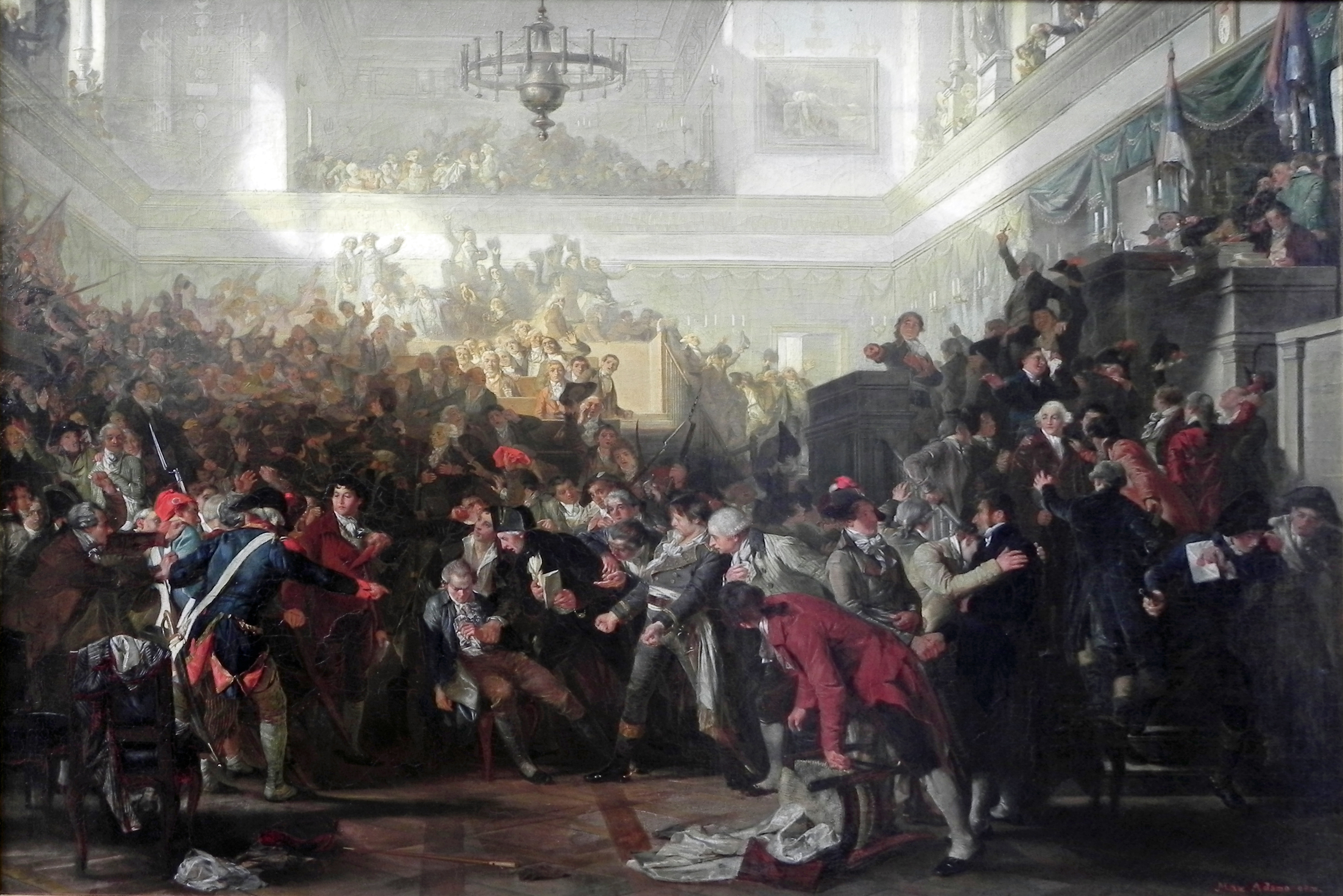
9 Термидора

Известия о случившемся достигли Мэрии (фр. Hôtel de Ville de Paris) около 17 часов. Коммуна Парижа объявляется в состоянии восстания. Мэр Парижа Флерио-Леско отдаёт приказ закрыть барьеры города, бить в набат и призывает секции Парижа присоединиться к восстанию. Вооружённые подразделения секций поступают в распоряжение Коммуны и обязаны собраться перед ратушей. Командующий Национальной гвардии Парижа Анрио с несколькими жандармами пытается освободить арестованных, но оказывается арестованным сам. Секции и Якобинский клуб объявляют непрерывность заседаний. Прокламации Коммуны и Конвента, приказы и контр-приказы рассылаются по всему городу. Из 48 секций Парижа 27 запросили инструкции у Коммуны, но только 13 послали национальную гвардию. Недовольство политикой комитетов и Коммуны сыграло своё дело. Теперь робеспьеристы могли убедиться, к чему привело уничтожение и подавление активистов секций, участвовавших в предыдущих восстаниях 10 августа и 31 мая.
Но вначале ситуация складывается в пользу восставших. Вице-председатель Революционного трибунала Коффингаль во главе верных Коммуне войск освобождает Анрио. Один за другим арестованные депутаты собираются в Ратуше. У Коммуны больше войск.
В то же время Конвент оправился от сумятицы, в которую его ввергла неожиданность восстания. Отправляются депутации в центральные и западные секции с призывом прислать Национальную гвардию для защиты Конвента. Назначают Барраса, отличившегося при осаде Тулона, главнокомандующим войск Конвента; по предложению Барера мятежники объявляются вне закона, что означает казнь для всякого без суда и следствия, только по определению личности арестованного.
В свою очередь Коммуна декретировала арест заговорщиков, членов Конвента, Колло, Амара, Бурдона, Фрерона, Тальена, Паниса, Карно, Дюбуа, Вадье, Жавога, дю Баррана, Фуше, Гране, Бейля. Но секции колеблются: неясность обстановки, непонимание происходящего — знание лиц с обеих сторон добавляло к всеобщей сумятице. Так Леонард Бурдон, посланный в секцию Гравилье за национальной гвардией в помощь Конвенту, смог преодолеть неопределённость только после того, как объявил, что Робеспьер тайно подписал брачный контракт с дочерью Людовика XVI. А одна из наиболее революционно настроенных секций Сен-Антуанского предместья, секция Кенз-Вен, участвовавшая во всех предыдущих восстаниях, прислала ответ на призыв Коммуны:
Граждане Предместья Антуан ещё не потеряли характерную им республиканскую энергию, но в нынешних условиях Революционного Правительства им необходим руководящий совет, чтобы не попасть в ловушки, постоянно расставляемые для них врагами Республики

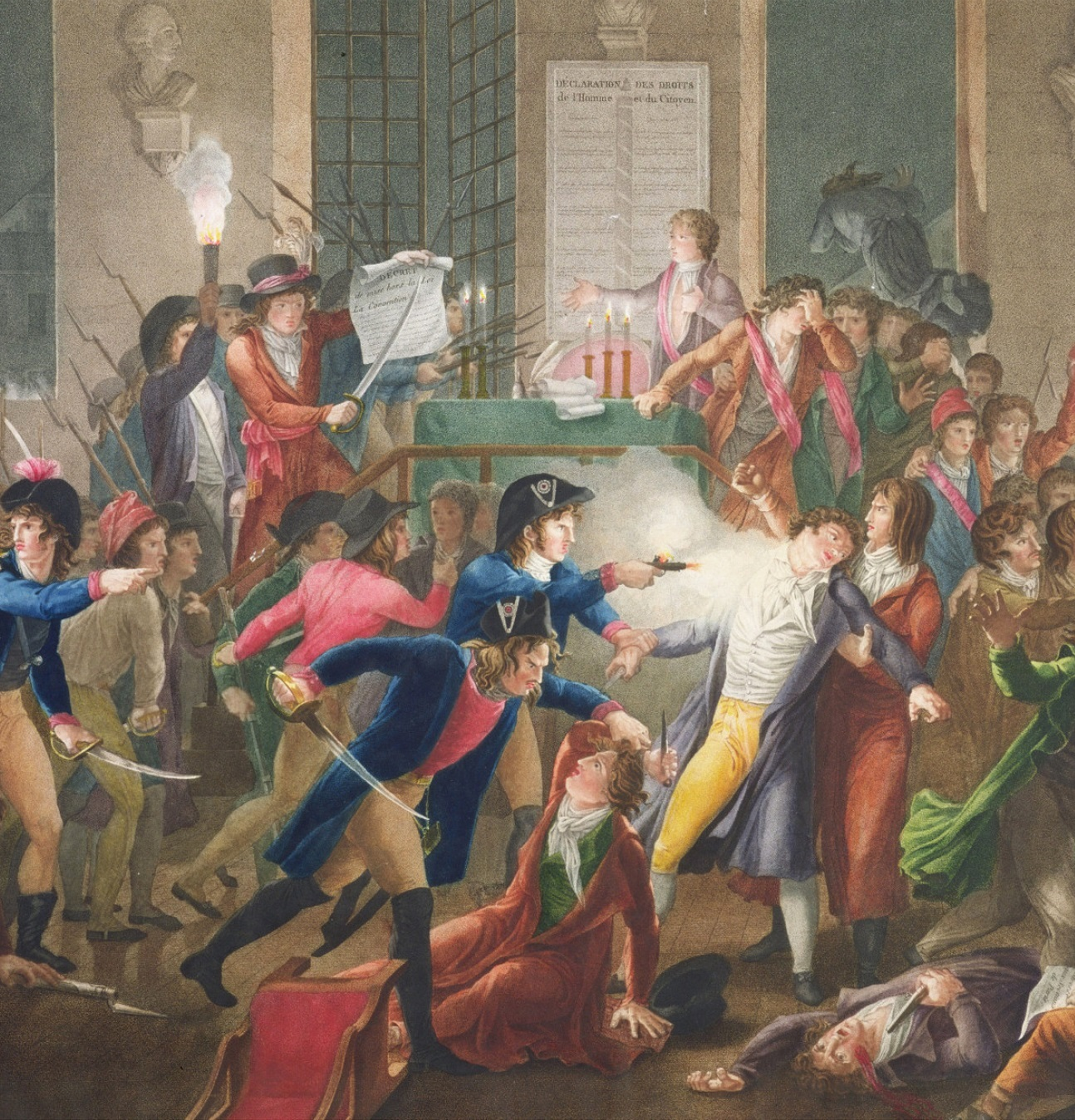
Жандарм Шарль-Андре Меда стреляет в Робеспьера

Около 2 часов ночи две колонны Конвента, одна во главе с Баррасом и национальной гвардией западных кварталов, и другая — Леонарда Бурдона с гвардейцами секции Гравилье пришли к площади перед Ратушей и нашли её опустевшей. Войска Конвента, узнав пароль от адъютанта Анрио, без боя ворвались в зал заседаний. Леба совершил самоубийство, Огюстен Робеспьер бросился из окна и сломал ногу, паралитика Кутона в коляске столкнули вниз по лестнице. У Робеспьера выстрелом из пистолета, который произвел жандарм Меда, была раздроблена челюсть.

### Казнь

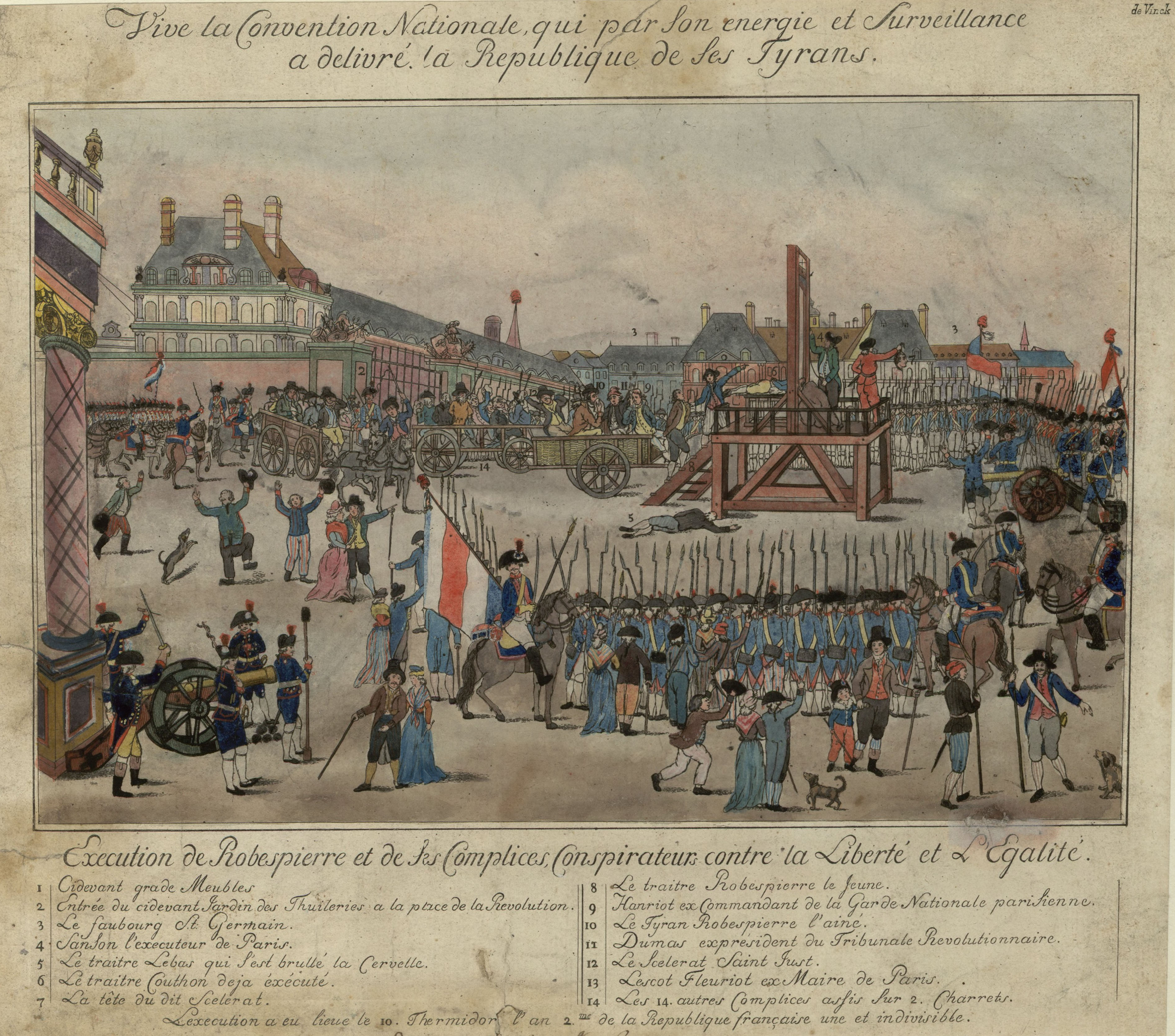
Казнь Робеспьера. 10 термидора / 28 июля 1794

Окровавленного Робеспьера доставляют в Комитет общественного спасения, где он, лёжа на столе, прижимает носовой платок к своей ране, пока хирург не перевязал его. В 9 часов утра их перевели в Консьержери и в полдень они предстали перед Революционным трибуналом. Процедура вынесения приговора должна была быть быстрой — объявленных вне закона мятежников нужно было только опознать.
10 термидора (28 июля) в 16:30 три повозки с заключёнными отправились к месту казни. Проехали мимо дома Дюпле, где жил Робеспьер, ставни были наглухо закрыты, входная дверь — испачкана кровью. В 18:15 повозки подошли к площади Революции.
Первым был гильотинирован Кутон, затем — Огюстен Робеспьер, за ним последовал Сен-Жюст. Последним был мэр Парижа Флерио-Леско. Робеспьер был казнён предпоследним. Когда помощник палача сорвал повязку, которая поддерживала его раздробленную челюсть, Робеспьер закричал от боли. «Крик, который раздался не только над Парижем, а над всей Францией, над всей Европой; и долетевший к нам через все предыдущие поколения». Лезвие упало. Головы Робеспьера, Кутона и мэра Флерио-Леско были показаны народу под аплодисменты присутствующих.
Тела казнённых были похоронены в братской могиле кладбища Эранси (фр. cimetière des Errancis) и засыпаны известью, чтобы от Максимильена Робеспьера не осталось никаких следов.

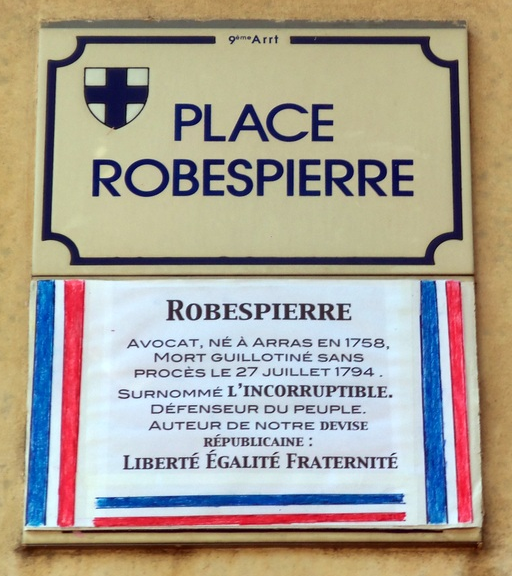
Площадь Робеспьера в Марселе с надписью: «Адвокат. Родился в Аррасе в 1758 г. Без суда и следствия гильотинирован 27 июля 1794 г. Прозван Неподкупным. Защитник народа. Автор нашего республиканского девиза: Свобода, равенство, братство»

Но она существует, уверяю вас, чувствительные и чистые души! Она существует. Эта нежная, властная, непреодолимая страсть, мучение и наслаждение благородных сердец! Глубокое отвращение к тирании, ревностное сочувствие к угнетённым, эта святая любовь к отечеству, эта самая возвышенная и святая любовь к человечеству, без которой великая революция это явное преступление, разрушающее другое преступление; онo существует — это благородное честолюбивое желание основать на земле первую в мире Республику!-- Максимильен Робеспьер. (Речь в Клубе якобинцев 8 термидора 1794 г.)

## Память и в культуре
Робеспьер остаётся до сегодняшнего дня одним из самых спорных деятелей Великой французской революции и одним из немногих лидеров революции, чьим именем не была названа улица Парижа. Переименования коснулись в основном «красного пояса» пригородов французской столицы, где именем Робеспьера названа улица в Монтрёй (департамент Сен-Сан-Дени), станция 9-й линии метро. Единственная статуя Робеспьера в Париже размещена в Пантеоне. Эта работа скульптора Франсуа-Леона Сикара первоначально должна была располагаться в саду Тюильри, но затем оказалась в Пантеоне. Другие попытки установить статую Робеспьера в столице Франции потерпели неудачу. В честь Робеспьера была названа набережная в Ленинграде, однако в 2014 году она была переименована в Воскресенскую набережную. 

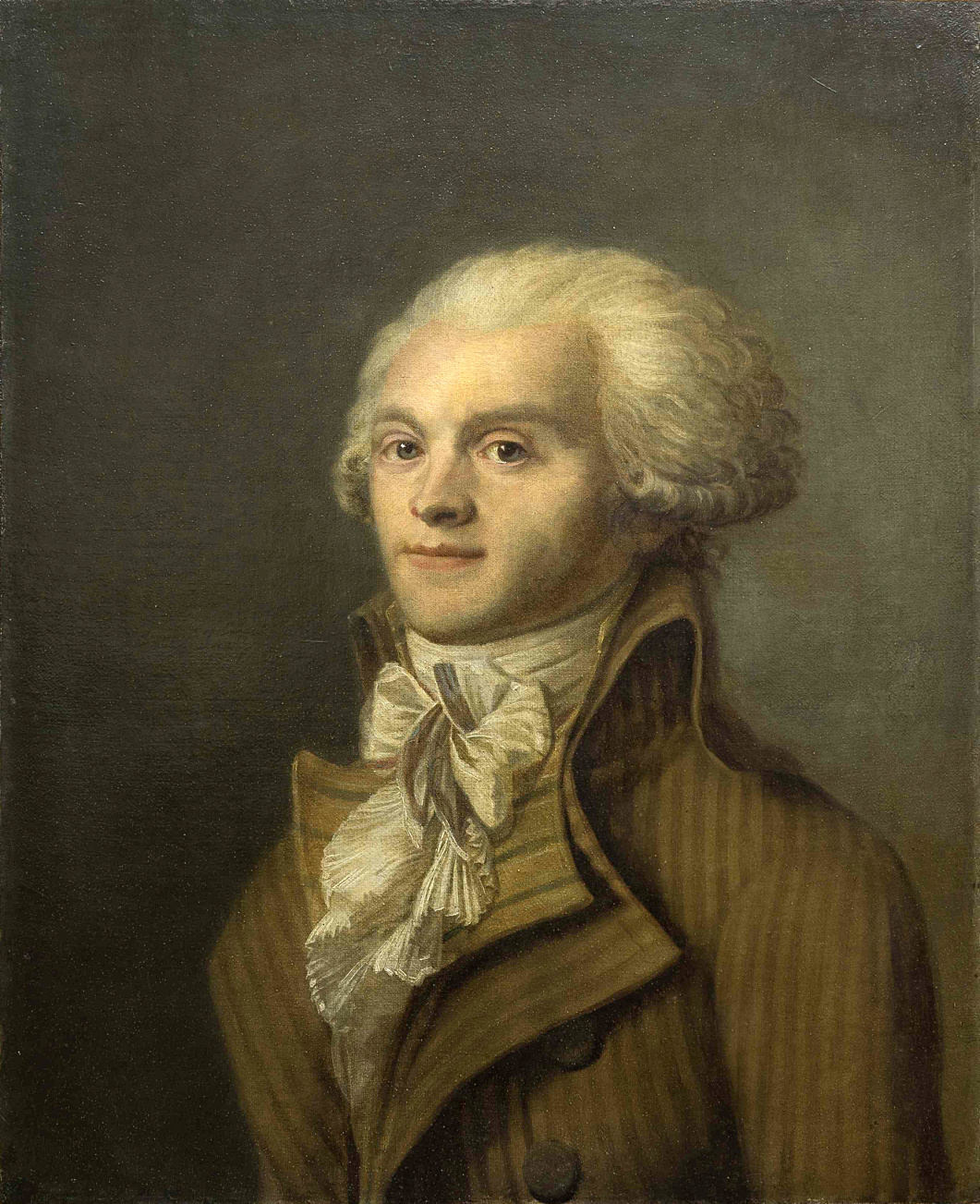
Максимильен Робеспьер (версия из Немецкого исторического музея)

## Версии портретов
В 2000 году Немецкий исторический музей приобрел другую версию портрета Робеспьера, которая находилась в коллекции Osteroth (Hohenwestedt) и датировалась тем же периодом, что и портрет Робеспьера в музее Карнавале.
Позднее Берлинская версия портрета была упомянута в каталоге Rosenberg Pierre, Mandrella David. Gesamtverzeichnis französische Gemälde des 17. und 18. Jahrhunderts in deutschen Sammlungen. Bonn: Kunst- und Ausstellungshalle der Bundesrepublik Deutschland ; München : Bayerische Staatsgemäldesammlungen, 2005.
Таким образом, на данный момент существуют две версии самого известного портрета, созданные в один временной период.

## Сочинения
- Максимилиан Робеспьер, Избранные произведения. В трёх томах. — М.: Наука, 1965.
- Максимилиан Робеспьер, Революционная законность и правосудие. — М.: Государственное Издательство юридической литературы, 1959.
- Œuvres complètes de Maximilien Robespierre, 10 volumes, Société des études robespierristes, 1912—1967. Réimpression Société des études robespierristes, Phénix Éditions, 2000, 10 volumes. Réédition avec une nouvelle introduction de Claude Mazauric, Édition du Centenaire de la Société des études robespierristes, Éditions du Miraval, Enghien-les-Bains, 2007, 10 volumes et 1 volume de Compléments. Un onzième volume, paru en 2007, regroupe les textes omis lors de l'édition initiale.
  - Tome 1 : Robespierre à Arras : les œuvres littéraires en prose et en vers, recueillies et publiées par Eugène Desprez et Émile Lesueur, Paris, 1912, 288.
  - Tome 2 : Robespierre à Arras : les œuvres judiciaires (plaidoyers et mémoires), recueillies et publiées par Émile Lesueur, 1914, 416.
  - Tome 3 : Correspondance de Maximilien et Augustin Robespierre, recueillie et publiée par Georges Michon, Paris, 1926, 334. (Supplément à la correspondance, par Georges Michon, Paris, 1941).
  - Tome 4 : Les journaux : " Le Défenseur de la Constitution " (1792), édition complète et critique, avec une introduction, des commentaires et des notes par Gustave Laurent, Paris, 1939, XXXIII-454.
  - Tome 5 : Les journaux : " Lettres de Maximilien Robespierre, membre de la convention nationale, à ses commettans " (1792—1793), édition critique préparée par Gustave Laurent, Paris, 1961, 384.
  - Tome 6 : Discours, première partie (1789—1790), édition préparée sous la direction de Marc Bouloiseau, Georges Lefebvre et Albert Soboul, Paris, 1950, XXXII-740.
  - Tome 7 : Discours, deuxième partie (janvier — septembre 1791), édition préparée sous la direction de Marc Bouloiseau, Georges Lefebvre et Albert Soboul, Paris, 1952, 771.
  - Tome 8 : Discours, troisième partie (octobre 1791 — septembre 1792), édition préparée sous la direction de Marc Bouloiseau, Georges Lefebvre et Albert Soboul, Paris, 1954, XII-486.
  - Tome 9 : Discours, quatrième partie (septembre 1792-27 juillet 1793), édition préparée sous la direction de Marc Bouloiseau, Georges Lefebvre, Jean Dautry et Albert Soboul, Paris, 1958, 646 pages (lire en ligne).
  - Tome 10 : Discours, cinquième partie (27 juillet 1793-27 juillet 1794), édition préparée sous la direction de Marc Bouloiseau et Albert Soboul, Paris, 1967, 660.
  - Tome 11 : Compléments (1784—1794), édition présentée et annotée par Florence Gauthier, Paris, 2007, 472.Почтовая марка СССР, 1989 год. 
 200 лет Великой французской революции: Ж. П. Марат, Ж. Ж. Дантон, М. Робеспьер

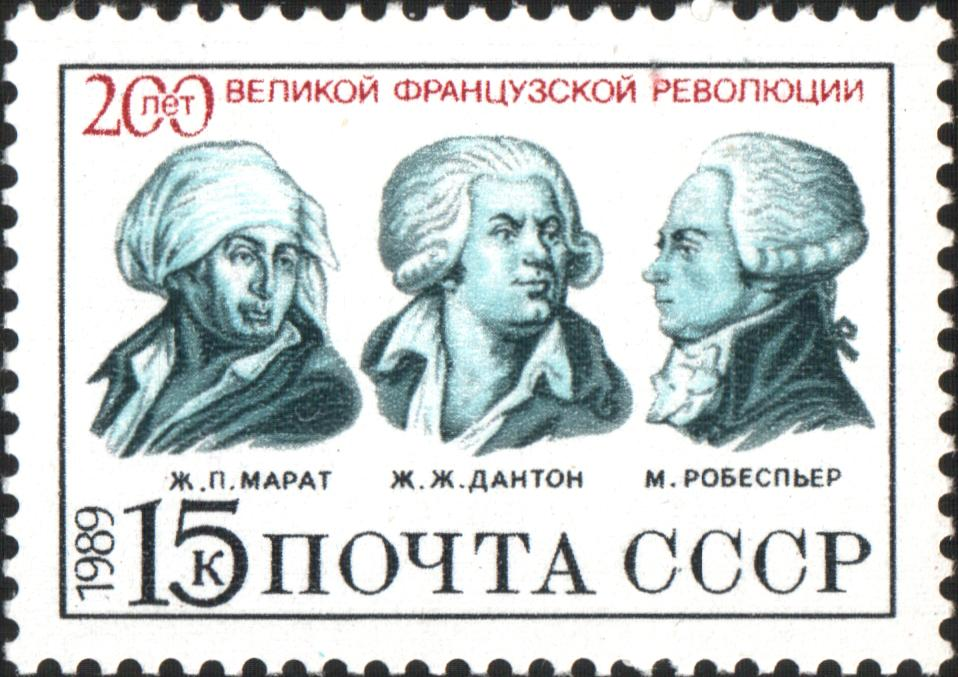
Почтовая марка СССР, 1989 год.
200 лет Великой французской революции: Ж. П. Марат, Ж. Ж. Дантон, М. Робеспьер

- Robespierre, textes choisis, 3 vol, Paris, Éditions sociales, coll. Les classiques du peuple, 1957. Réimpression en 1973—1974, préface, commentaires et notes explicatives de Jean Poperen.
  - tome premier (avril 1791-juillet 1792), 198.
  - tome deuxième (août 1792-juillet 1793), 198.
  - tome troisième (novembre 1793-juillet 1794), 194.
- Robespierre, écrits présentés par Claude Mazauric, Paris, Messidor/Éditions Sociales, 1989, 370.
- Robespierre, Pour le bonheur et pour la liberté, Discours, choix et présentation de textes par Yannick Bosc, Florence Gauthier et Sophie Wahnich, Éditions La Fabrique, 2000.
- Discours sur la religion, la République et l’esclavage, Éditions de l’aube, 2006.
- Robespierre, entre vertu et terreur (introduction de Slavoj Žižek), Éditions Stock, 2008.
- Избранные выступления, речи, письма